# Marcigny
Marcigny est une commune française située dans le département de Saône-et-Loire, en région Bourgogne-Franche-Comté.
La commune située au sud de la région naturelle brionnaise est connue pour son marché hebdomadaire créé en 1266 et qui a lieu tous les lundis matin.
En empruntant les voies de communication, la ville est localisée entre les villes de Paray-le-Monial à 21 kilomètres au nord et de Roanne à 27 kilomètres au sud. Ancien chef-lieu du canton qui portait son nom, Marcigny fait actuellement partie du canton de Paray-le-Monial.

## Géographie

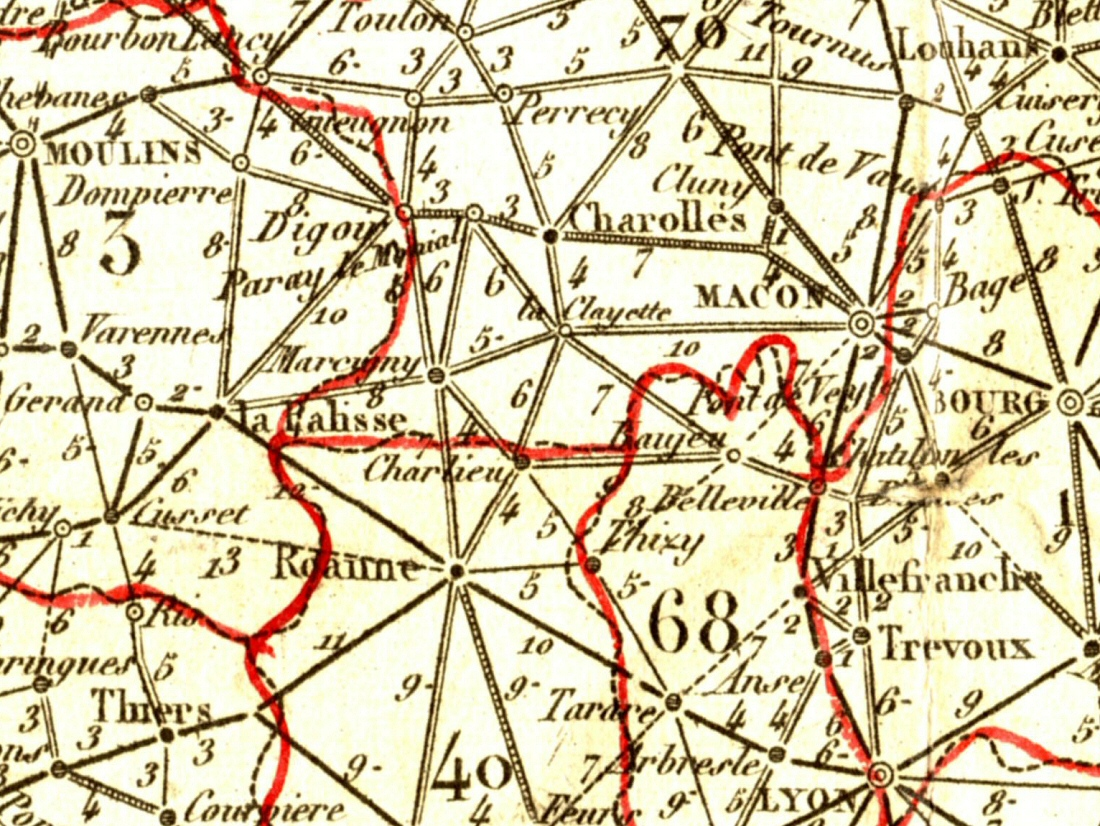
Carte de la région vers 1830.

La ville s'étend sur la rive orientale de la Loire au sud de la Bourgogne, elle fait partie du Brionnais, région localisée au nord de la Loire, à l'est de l'Allier, à l'ouest du Rhône et au sud du Charolais.
Elle est située à 24 kilomètres au sud de Paray-le-Monial, 30 kilomètres au sud-est de Charolles (sous-préfecture de Saône-et-Loire dont l'arrondissement gère la commune) et à 31 kilomètres au nord de Roanne. En outre, elle appartient à un axe de communication important nord-sud (Loire, Canal latéral de Roanne à Digoin et routier).

### Hameaux
Différents hameaux se concentrent autour du centre-ville dont la Croix d'Orange. Ce quartier résidentiel du nord de la commune est à la frontière avec le hameau du Champêtre qui appartient à Baugy.
Près du parc Georges Poncet entre les routes départementales 108 et 989, le quartier résidentiel des Maniguets est situé sur les hauteurs de Marcigny.
Borchamp est un hameau résidentiel du sud de la ville longeant de la route départementale 982B.

### Communes limitrophes

Localisation dans la Saône-et-Loire et l'arrondissement de Charolles.

### Points extrêmes
- Nord : Terres de Chenoux, 46° 17′ 25″ N, 4° 01′ 40″ E
- Est : Les Plains, 46° 16′ 59″ N, 4° 04′ 22″ E
- Sud : Les Chambons d'Artaix, 46° 15′ 30″ N, 4° 01′ 19″ E
- Ouest : Gravière, 46° 16′ 56″ N, 4° 00′ 52″ E

### Hydrographie

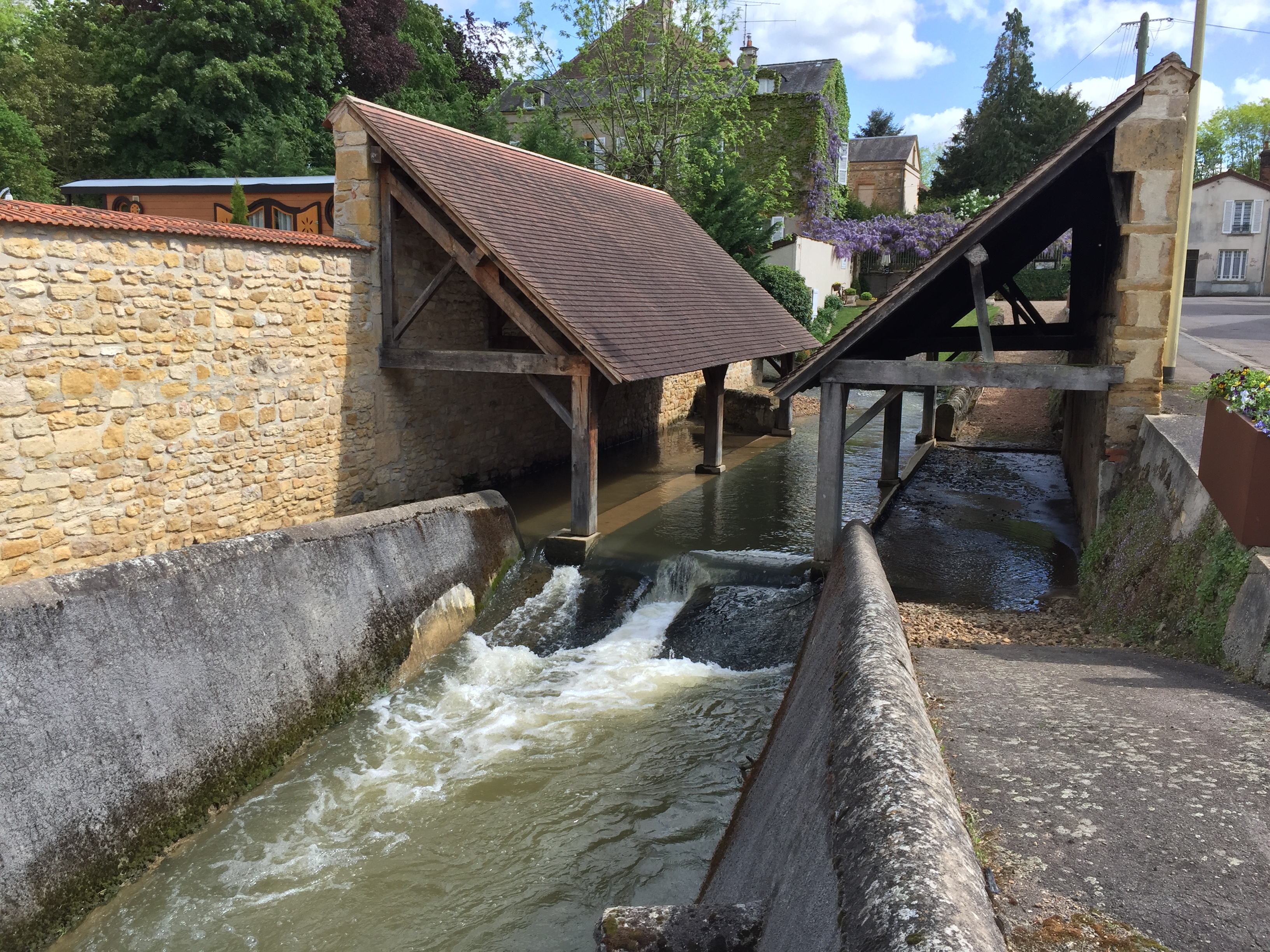
Le Merdasson traversant un lavoir.

En plus de la Loire qui forme la limite ouest avec Chambilly, Marcigny est traversée par un ruisseau, le Merdasson qui passe par le centre de la ville. Ce ruisseau qui se jette dans le plus long fleuve de France au nord du territoire a été plusieurs fois l'objet de crues qui causèrent des inondations dans le centre-ville, notamment en 1738, 1755, 1764, 1904 et en 2007.
Entre la route D 982 et la Loire se trouve la plus grande étendue d'eau de la commune qui est le résultat de l'exploitation d'une carrière. Au lieu-dit les Acacias, l'étang Toux se situe près de la limite avec Baugy.

### Climat
Pour des articles plus généraux, voir Climat de la Bourgogne-Franche-Comté et Climat de Saône-et-Loire.
En 2010, le climat de la commune est de type climat océanique dégradé des plaines du Centre et du Nord, selon une étude du Centre national de la recherche scientifique s'appuyant sur une série de données couvrant la période 1971-2000. En 2020, Météo-France publie une typologie des climats de la France métropolitaine dans laquelle la commune est dans une zone de transition entre le climat océanique altéré et le climat de montagne ou de marges de montagne et est dans la région climatique Centre et contreforts nord du Massif Central, caractérisée par un air sec en été et un bon ensoleillement.
Pour la période 1971-2000, la température annuelle moyenne est de 10,9 °C, avec une amplitude thermique annuelle de 16,7 °C. Le cumul annuel moyen de précipitations est de 830 mm, avec 11,6 jours de précipitations en janvier et 7,4 jours en juillet. Pour la période 1991-2020, la température moyenne annuelle observée sur la station météorologique de Météo-France la plus proche, « Briant », sur la commune de Briant à 9 km à vol d'oiseau, est de 11,7 °C et le cumul annuel moyen de précipitations est de 930,7 mm. 
La température maximale relevée sur cette station est de 40 °C, atteinte le 12 août 2003 ; la température minimale est de −14,7 °C, atteinte le 31 décembre 1996,,.
Les paramètres climatiques de la commune ont été estimés pour le milieu du siècle (2041-2070) selon différents scénarios d'émission de gaz à effet de serre à partir des nouvelles projections climatiques de référence DRIAS-2020. Ils sont consultables sur un site dédié publié par Météo-France en novembre 2022.

### Transports

Axes de communication de la commune.

#### Routes

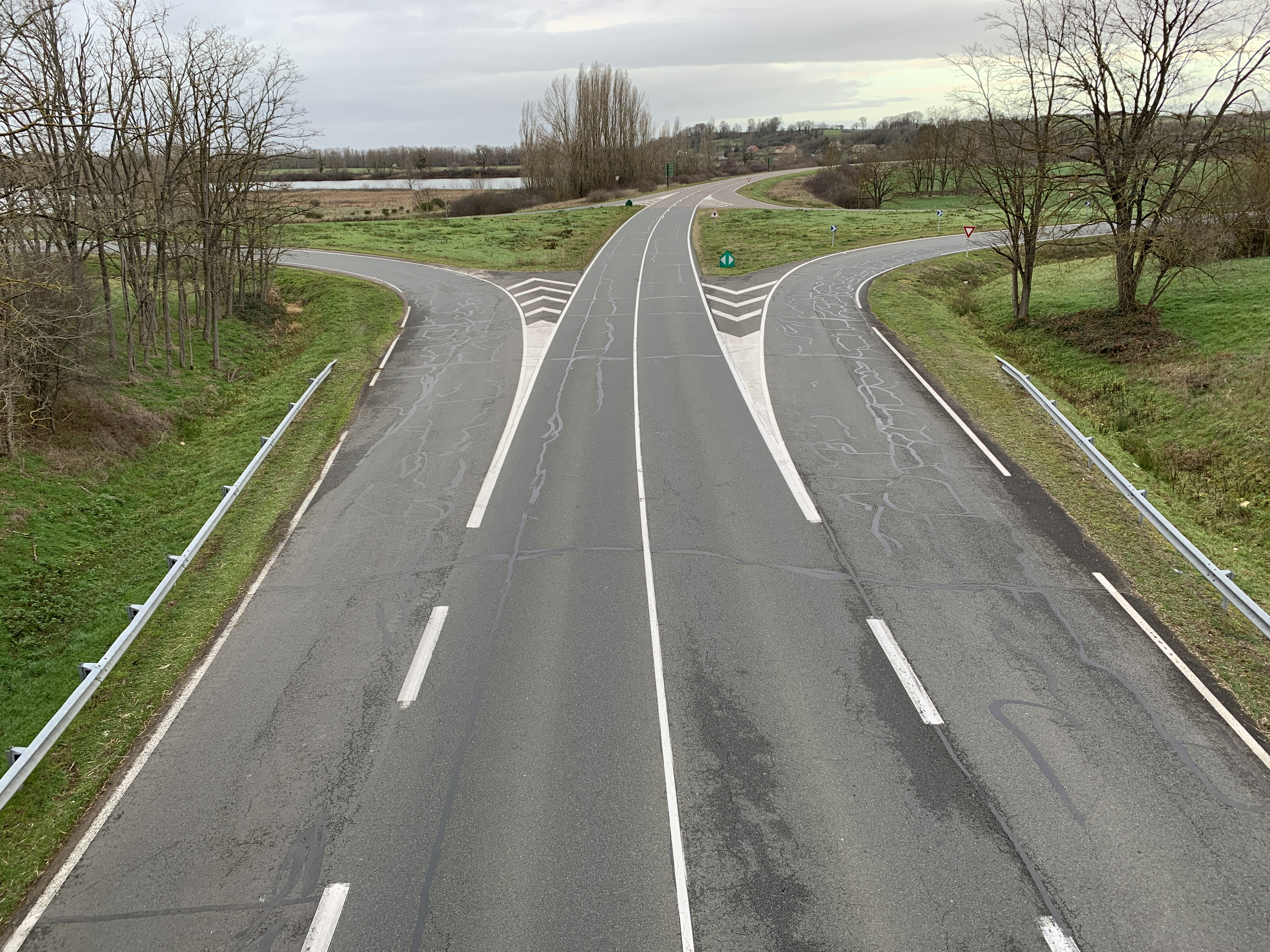
La route départementale 982 en direction de Paray-le-Monial.

La ville est bien desservie par les axes routiers puisqu'elle est reliée à plusieurs routes départementales. La route départementale 982 était la route nationale 482 jusqu'à son déclassement en 1972. Traversant la commune mais contournant le centre, la voie permet de rejoindre au sud les communes de Saint-Martin-du-Lac et d'Iguerande ainsi que la ville de Roanne. Au nord, elle permet de rejoindre les communes de Baugy, de Saint-Yan, les villes de Paray-le-Monial et de Digoin. La route possède une voie annexe, la route D 982B. Elle est liée à ses extrémités par la D 982 et traverse le centre de la commune.
La route départementale 989 traverse la commune d'est en ouest. En se dirigeant à l'ouest, les automobilistes peuvent se diriger vers Chambilly et le département de l'Allier et l'extrême nord-ouest de la Loire. En allant par l'est, on peut se diriger vers les villages de Semur-en-Brionnais et de La Clayette.
La route départementale 108 débute près de la mairie et part vers l'est de la commune pour rejoindre Sarry, Saint-Didier-en-Brionnais ou Anzy-le-Duc. Enfin, la route départementale 8 commence au sud du centre et part vers l'est pour traverser Saint-Julien-de-Jonzy ou Chauffailles.

#### Voies ferroviaires

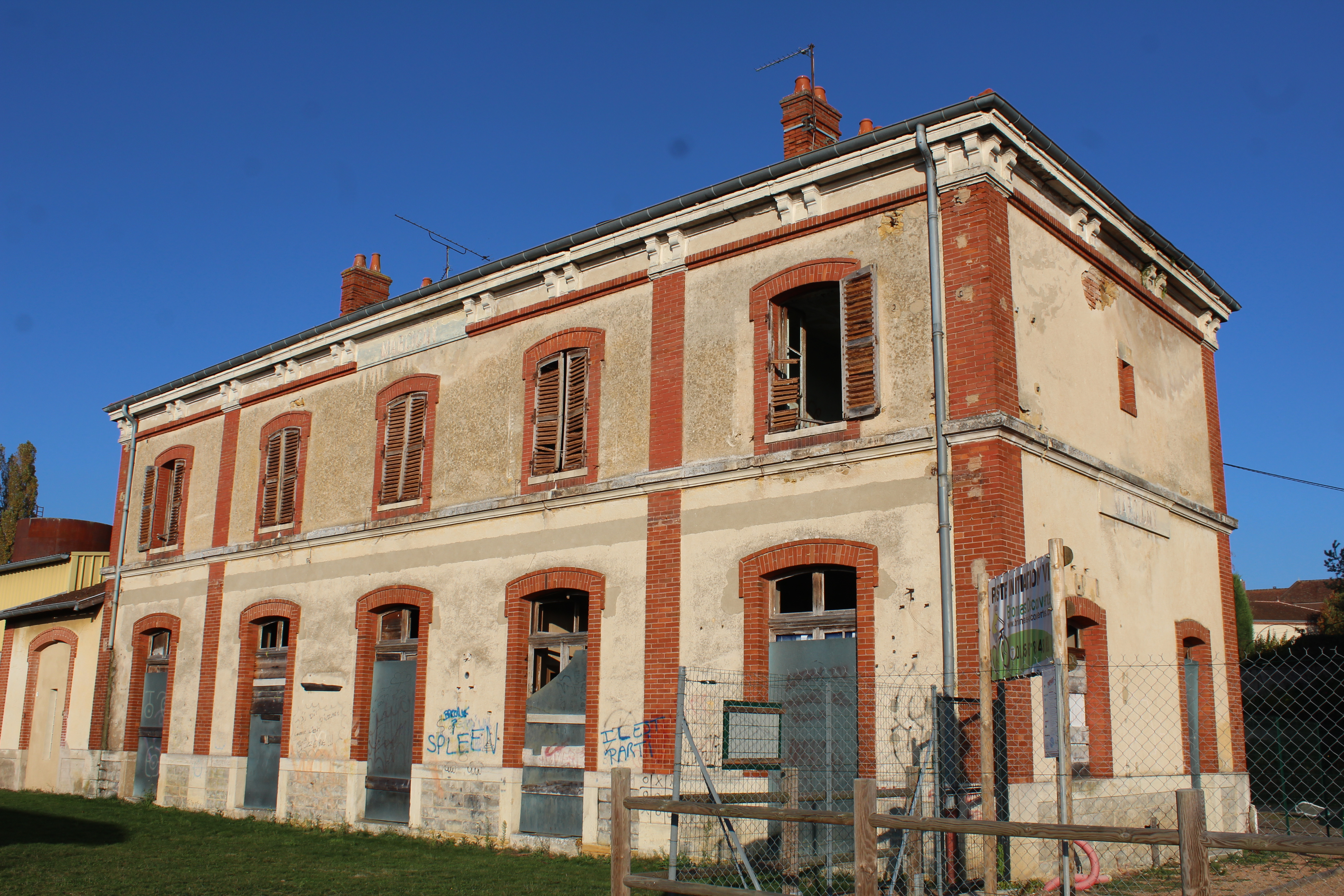
Ancienne gare.

Autrefois, Marcigny était traversée par une voie ferroviaire qui la traversait du nord au sud. La ligne du Coteau à Montchanin reliait Paray-le-Monial à Roanne. La voie a été ouverte le 1er juin 1882 puis fermée aux voyageurs le 20 mai 1940. Elle a été fermée aux marchandises en deux temps : le 28 mai 1972 entre Paray et Iguerande (section qui traverse la commune) et en 1987 entre Iguerande et Pouilly-sous-Charlieu. Au début des années 2010, la voie a commencé à être aménagée en voie verte.
Les trains de la ligne s'arrêtaient à la gare de Marcigny qui était la plus importante de la ligne notamment du fait d'un trafic important de bestiaux.

#### Transports en commun
Depuis le 9 décembre 2012, la ville est desservie par des bus TER Rhône-Alpes à la suite du transfert de l'arrêt de Saint-Martin-du-Lac qui posait des problèmes de sécurité. L'arrêt situé dans la zone industrielle est desservi dans les deux sens de la ligne qui rejoint Roanne à la gare TGV du Creusot.

#### Voies cyclables

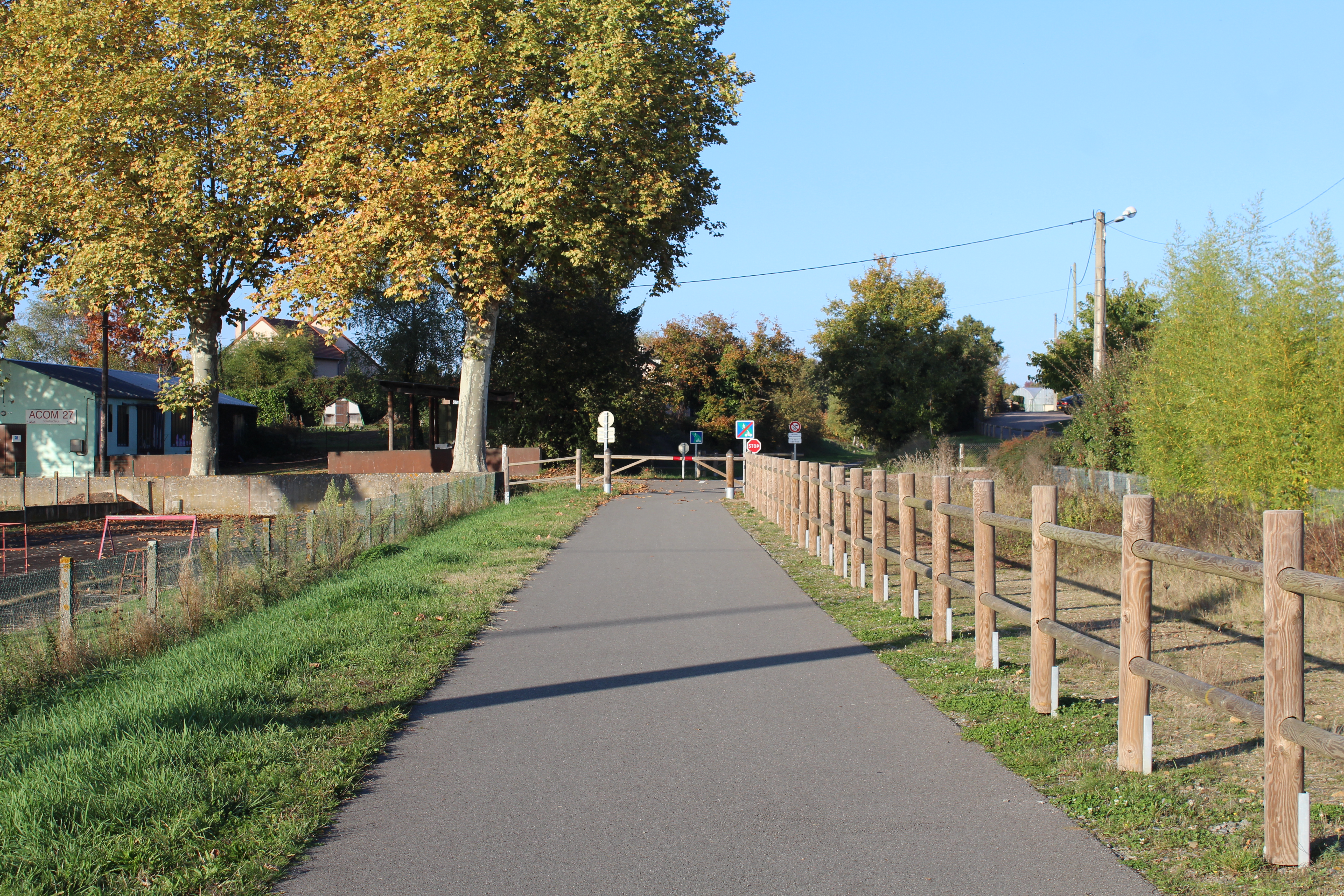
Voie verte entre le cimetière et la gare.

La ville est traversée par une voie verte qui suit le tracé de l'ancienne voie ferroviaire qui traversait la commune. Cette voie verte commence au nord à Paray-le-Monial et finit à Iguerande au sud. Elle se poursuit dans la Loire, vers Charlieu.
En 2009, le premier tronçon de cette voie est créé entre Iguerande et Saint-Martin-du-Lac. Puis, la voie arrive à Marcigny fin 2011 avec la mise en service du tronçon entre la commune et Saint-Martin. En 2018, la voie poursuit sa route jusqu'à Paray-le-Monial.

## Urbanisme

### Typologie
Au 1er janvier 2024, Marcigny est catégorisée bourg rural, selon la nouvelle grille communale de densité à sept niveaux définie par l'Insee en 2022.
Elle appartient à l'unité urbaine de Marcigny, une agglomération intra-départementale regroupant trois  communes, dont elle est ville-centre,,. La commune est en outre hors attraction des villes,.

### Occupation des sols
L'occupation des sols de la commune, telle qu'elle ressort de la base de données européenne d’occupation biophysique des sols Corine Land Cover (CLC), est marquée par l'importance des territoires agricoles (62,3 % en 2018), en diminution par rapport à 1990 (67,9 %). La répartition détaillée en 2018 est la suivante : zones agricoles hétérogènes (33,1 %), prairies (29,2 %), zones urbanisées (16,4 %), zones industrielles ou commerciales et réseaux de communication (12,5 %), eaux continentales (8,8 %). L'évolution de l’occupation des sols de la commune et de ses infrastructures peut être observée sur les différentes représentations cartographiques du territoire : la carte de Cassini (XVIIIe siècle), la carte d'état-major (1820-1866) et les cartes ou photos aériennes de l'IGN pour la période actuelle (1950 à aujourd'hui).

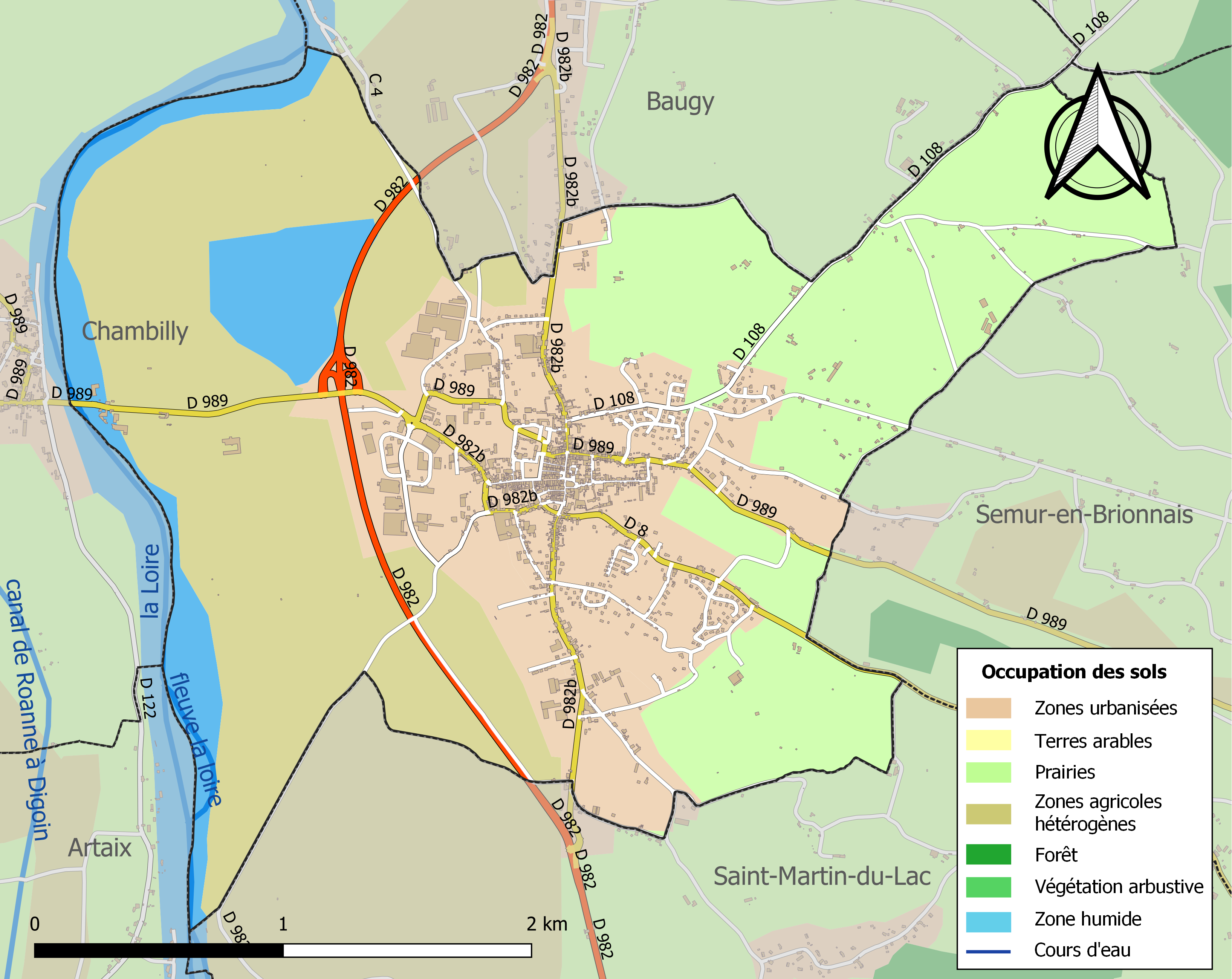
Carte des infrastructures et de l'occupation des sols de la commune en 2018 (CLC).

## Toponymie

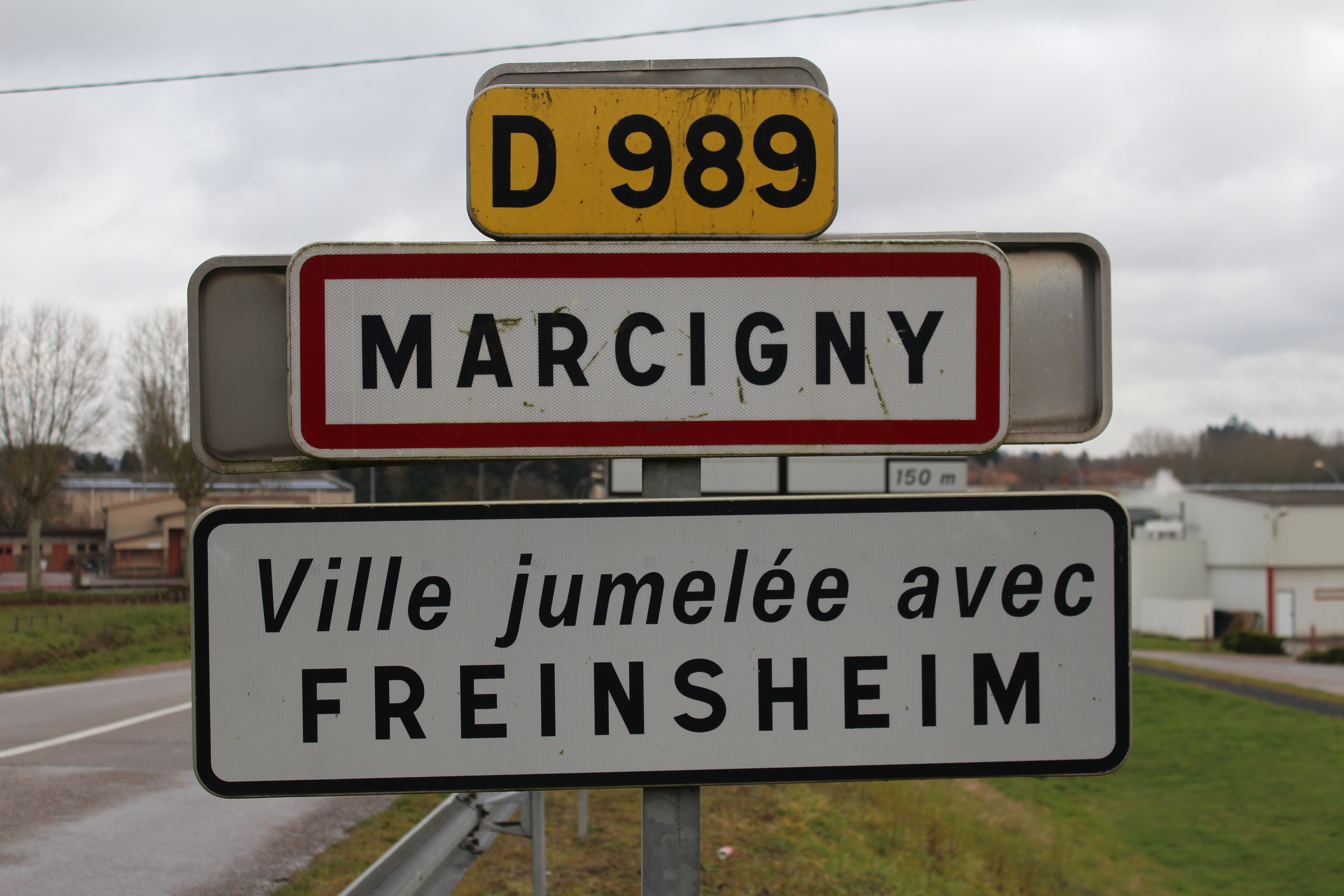
Panneau d'entrée depuis Chambilly.

### Origine du nom
Le nom de Marcigny viendrait d'un riche propriétaire gallo-romain nommé Marcinius ou Marcianus qui possédait des terrains dans la commune.

### Anciens noms
La première référence à la ville se fait dans le recueil des chartes de Cluny vers 1054 sous le nom de Martiniacus. En 1055, on trouve le nom modifié d'une lettre avec Marciniacus. Le nom actuel de Marcigny apparaît pour la première fois au XIIe siècle.
Le cartulaire de l'église d'Autun évoque Marcigni en 1230 alors que celle de Paray mentionne Marcignacum en 1263, cite Marcinhiacum en 1300 et Marciniagcum en 1304. Durant ce siècle, Marcigniaco ou Martigniaco sont utilisés pour se référer à la ville ainsi que Marcigneyo ou Martigneyo. En 1380, on trouve le nom de Marcigny les Nonains ou Marcilli les Nonains.
Le siècle suivant, certaines sources évoquent Masigny les Nonains en 1433, Marcignaco Monialis en 1444 et Mercigny les Nonnains en 1484.
En 1663, on retrouve Marcigny avant que Claude Courtépée ne cite Marcigny-sur-Loire dans le quatrième tome de la Description historique et topographique du Duché de Bourgogne paru en 1780. Dans le nouvel état général, Marcigny-les-Nonnains est de nouveau cité en 1783, puis c'est au tour de Marcigny d'être une nouvelle fois mentionnée en 1790 dans les archives nationales.
Au XIXe siècle, les cartes de l'état-major indiquent que le nom de la ville autour de 1848 est Marcigny-sur-Loire. Toutefois, Marcigny est redevenu le nom de la commune en 1856.

## Histoire
L'histoire de Marcigny est riche depuis l'antiquité, le site étant un lieu de passage privilégié.
Elle fut surnommée Marcigny-les-Nonnains à cause du prieuré de filles de l'ordre de Saint-Benoit.

### Époque celte
Avant l'arrivée des Romains, le territoire communal était recouvert d'une forêt épaisse et marécageuse qui servait de refuge aux loups et aux sangliers. Sur les hauteurs des environs, on a retrouvé des traces faisant état de quelques villages de Celtes chasseurs ou cultivateurs.
Sur le plateau argileux des Plaines à Chambilly ont été découverts des silex taillés, un marteau à douille à deux pointes, des haches en pierre polie et un perçoir. Au hameau du Lac de la même commune, une hache polie et un fragment de poterie avec appliques en relief ont été trouvés dans un étang.
À Vindecy, une lame taillée en silex jaune fut découverte, à Bourg-le-Comte, une hache en pierre fut dévoilée au hameau des Simons, et une pointe de flèche en silex blond fut trouvée aux Augères à Baugy. À Chezeau, lieu-dit de Marcigny, une lame de silex taillée jaune paraissant translucide a été mise au jour. Elle est brisée et le talon n'a pas pu être retrouvé.
Enfin dans le bois de Grand-Charnay, sur les hauteurs de Semur-en-Brionnais, des alignements et des entassements de gros silex bruts dont l'âge n'a pas pu être déterminé remonteraient à cette époque. Dans ce bois, une fontaine aux propriétés curatives évoque le souvenir du culte païen des eaux.

### Antiquité
L'installation humaine semble avérée à Marcigny depuis l'époque gallo-romaine, sans doute au IIe siècle ap. J.-C. Son nom ancien de « Marciniacus » semble indiquer que ce site en bord d'une voie romaine et de la Loire appartenait à un riche patricien « Marcinius ».

### Moyen Âge et Renaissance
La ville est restée une modeste bourgade de pêcheurs en bordure de Loire autour d'une humble église et ce jusqu'à l'arrivée des barons de Semur vers le Xe siècle.

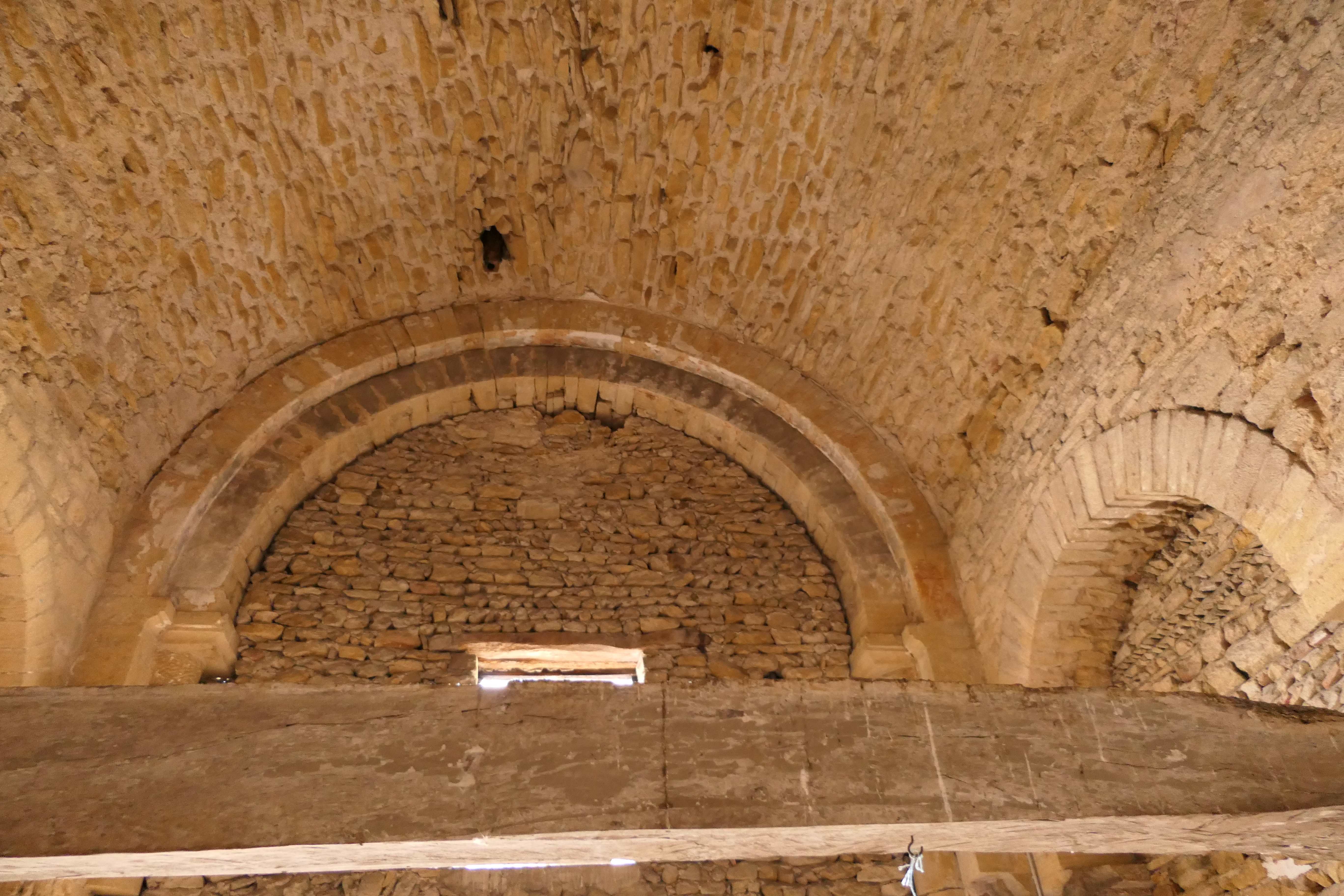
Marcigny, traces de l'entrée de l'ancien prieuré, visibles face à la salle du foyer, rue des Dames.

En 1054, saint Hugues, fils de Dalmace Ier de Semur et devenu abbé de Cluny, fonda à Marcigny un petit monastère puis surtout le premier prieuré de Bénédictines dépendant de Cluny, le prieuré de la Sainte-Trinité qui resta jusqu'à la Révolution l'un des trois plus importants monastères pour religieuses de l'abbaye de Cluny. Saint Hugues fut secondé dans cette installation par son frère Geoffroy qui lui fit don des terres qu'il possédait à Marcigny.
En 1266, les premiers marchés hebdomadaires du lundi ont lieu. Ils existent encore aujourd'hui et connaît des affluences records le lundi de Pâques.
Ce prieuré se développa rapidement accueillant jusqu'à 99 bénédictines et de 15 à 30 moines bénédictins. La ville devint alors une proie de choix pour des attaques et pillages. Elle fut prise par les Tard-Venus en 1362, puis assiégée notamment par le prince Noir en 1366, par les troupes du dauphin de France en 1420, par le comte de Clermont en 1431, par le duc de Bourgogne en 1438, par le prince de Condé en 1576, par le duc de Mayenne en 1582, par le comte de Tavannes en 1589 et par le marquis de Saint-Martin en 1591.

Marcigny et son prieuré au début du XVII.

Cette succession de fait d'armes incitèrent à construire une première enceinte fortifiée fin XIVe siècle autour de la ville puis un château fortifié construit par les ducs de Bourgogne pour s'opposer au duché de Bourbon au début du XVe siècle. La plus grande partie de l'enceinte et du château furent rasés au XVIIe siècle, le reste le fut au XIXe siècle.
Le prieuré de Marcigny reçut au cours de son histoire des membres de grandes familles d'Europe, notamment Adèle de Blois, fille de Guillaume le Conquérant, qui y mourut en 1137 et Raingarde de Semur, qui y mourut en 1134. Il accueillit également le Cardinal de Richelieu, Premier ministre de Louis XIII, de passage à Marcigny le 12 septembre 1642. La ville continua de prospérer jusqu'à la Révolution grâce à son prieuré, lequel fut alors fermé puis vendu comme bien national, ce qui entraîna la destruction de la majorité de ses bâtiments.

### Époque contemporaine
La fermeture du prieuré en 1792 porte un coup à l'économie de la ville mais de nouvelles activités, qui se développent durant le XIXe siècle comme la poterie, la tannerie et le commerce font de Marcigny une ville prospère à la fin du XIXe et au début du XXe siècle.
En 1808, par décision de l'autorité préfectorale, pour garantir à la fois l'intérêt de la religion et de l'État, il est mis fin à une coutume singulière propre à la ville de Marcigny et remontant au Moyen Âge : celle de déposer les morts dépourvus de fortune sur des places publiques ou dans des rues près de croix spécialement élevées à cet effet (l'une d'elles l'était rue des Récollets).

## Politique et administration

### Rattachements administratifs et électoraux
Marcigny était, durant l'Ancien Régime, une communauté de la recette de Semur-en-Brionnais et du bailliage de Mâcon.
Lors de la création des départements par la Révolution française, elle est intégrée au département de Saône-et-Loire et au district dont elle était le chef-lieu alors que Semur-en-Brionnais avait été choisi à l'origine. En conséquence, elle était aussi le chef-lieu du canton auquel elle appartenait. En 1800, après la suppression des districts, elle intègre l'arrondissement de Charolles mais reste le chef-lieu du canton de Marcigny.
Depuis au moins 1988, la commune fait partie de la deuxième circonscription de Saône-et-Loire pour l'élection des députés.
En mars 2015, à l'occasion des élections départementales, le décret du 18 février 2014 portant sur le redécoupage cantonal des cantons de Saône-et-Loire entre en vigueur. Toutes les communes du canton sont intégrées au nouveau canton de Paray-le-Monial.

### Administration municipale

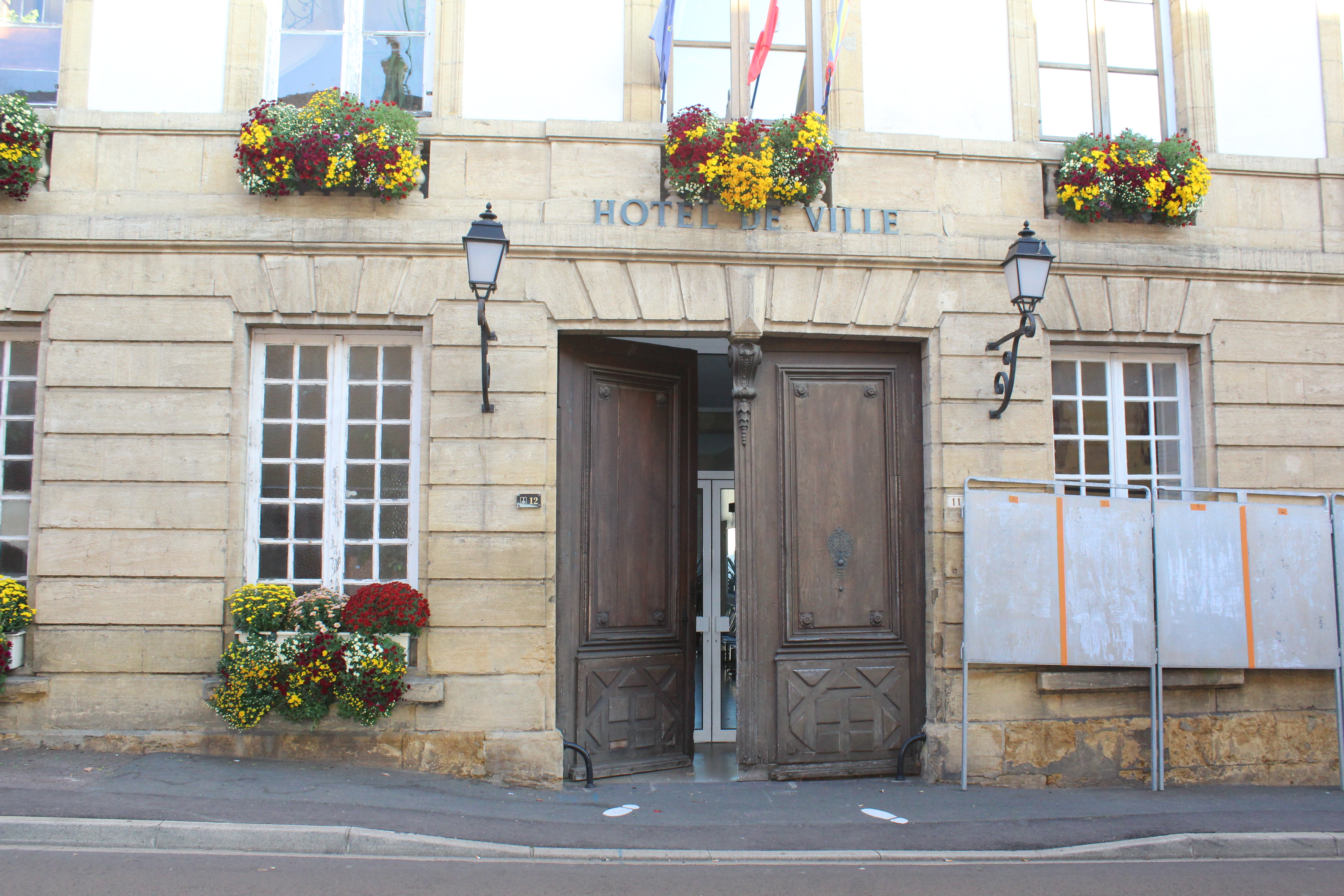
Entrée de l'hôtel de ville.

De par sa population, la commune dispose d'un conseil municipal de dix-neuf membres dont fait partie le maire et ses trois adjoints. Ces derniers se répartissent le travail par le biais de trois commissions que sont les commissions Finances et Développement économique -  Culture et Tourisme, Travaux, Affaires sociales et Éducation.

### Liste des maires
| Période                                  | Période   | Identité                           | Étiquette | Qualité                                                 |
| ---------------------------------------- | --------- | ---------------------------------- | --------- | ------------------------------------------------------- |
| 1790                                     |           | Philibert Joanin                   |           |                                                         |
| 1791                                     | 1793      | Hugues François Verchère de Reffye |           |                                                         |
|                                          |           | Jean Combrial de Lachassagne       |           |                                                         |
|                                          |           | Gabriel François Circaud           |           |                                                         |
|                                          |           | Claude Étienne Niodet              |           |                                                         |
| 1841                                     | 1851      | Jacques-Édouard Reverchon          |           |                                                         |
|                                          | mars      | Adolphe Monchanin                  |           |                                                         |
|                                          | 1878      | Gilbert-Marie Sorlin               |           | [ 31 ]                                                  |
| 1895                                     | 1903      | M. Daniel                          |           |                                                         |
|                                          |           | L. Degrange                        |           |                                                         |
| 1935                                     | 1944      | Antonin Dubreuil                   |           |                                                         |
| 1944                                     | 1945      | Gilbert Pegon                      |           |                                                         |
| 1945                                     | 1951      | Antonin Dubreuil                   |           |                                                         |
| 1951                                     | mars 1967 | Georges Poncet                     |           |                                                         |
| 1967                                     | 1983      | Georges Déclas                     | RPR       | Professeur puis directeur de collège                    |
| 1983                                     | 1989      | Jean Chizallet                     |           |                                                         |
| 1989                                     | mars 2008 | André Perrier                      |           | Chef d'entreprise                                       |
| Mars 2008                                | Mai 2020  | Louis Poncet                       | DVG       | Commerçant                                              |
| Mai 2020                                 | En cours  | Carole Chenuet-Gaillard            | LR        | Conseillère départementale du canton de Paray-le-Monial |
| Les données manquantes sont à compléter. |           |                                    |           |                                                         |

### Intercommunalité

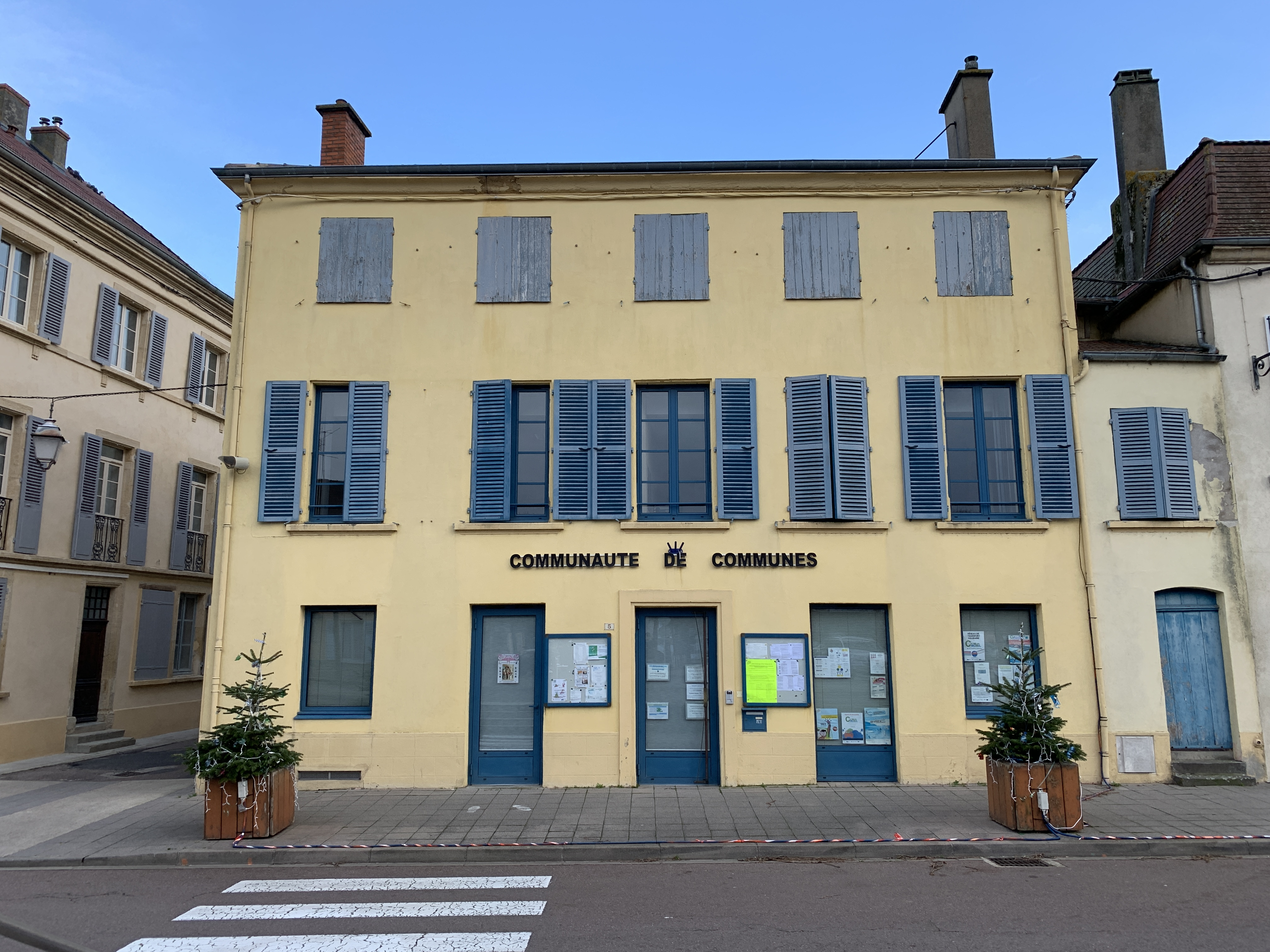
Siège de l'intercommunalité.

Le 28 septembre 1993, les communes du canton ne réunissent autour d'une structure intercommunale, la communauté de communes du canton de Marcigny est créé et le siège est fixé place du Cours.

### Jumelages
| \| Localisation des villes jumelées avec Saint-Cyr-sur-Menthon Freinsheim Marcigny \| Localisation des communes jumelées. |
| Freinsheim Marcigny |

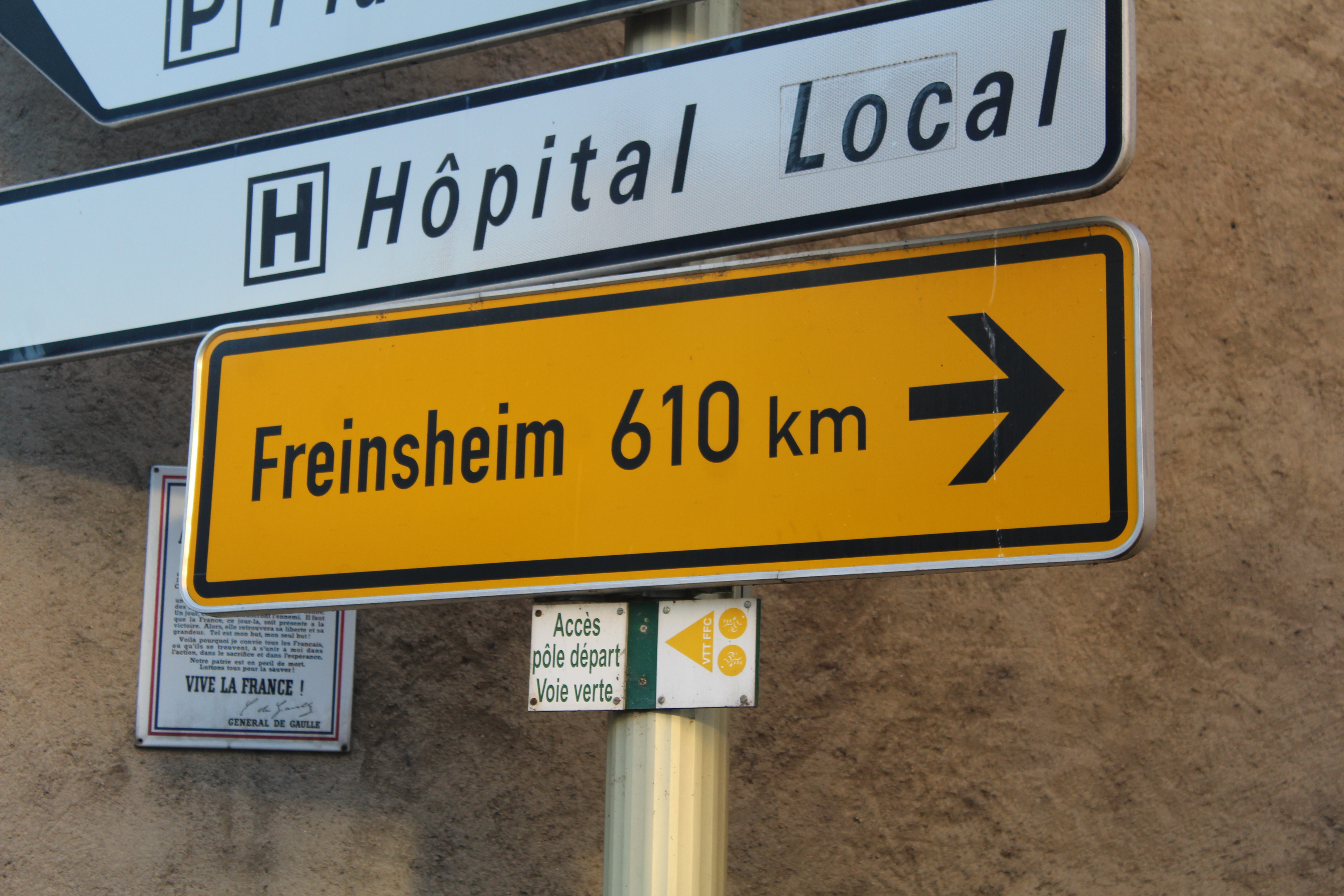
Panneau annonçant la distance entre Freinsheim et Marcigny.

Le jumelage entre Marcigny et Freinsheim, ville allemande de Rhénanie-Palatinat dans l'arrondissement de Bad Dürkheim, a débuté en 1974 lors d'une cérémonie à Bad Durkheim où des Marcignots et des habitants de Freinsheim proposent l'idée d'un jumelage. À la suite de ces échanges, quatorze habitants de la ville allemande viennent en France en février 1974. Au mois de mai de la même année, c'est au tour de quelques Marcignots de venir en Allemagne.
Le 2 mai 1975, le jumelage entre les deux villes est acté avec la signature de la charte de jumelage par les maires de l'époque : Georges Declas et Adolf Bibinger.
Cette relation est visible dans la ville avec la nomination d'une allée de Freinsheim qui conduit au parc Georges-Poncet. De plus, une stèle qui reprend la charte de 1975 fut installée sur la place Reverchon.

## Population et société

### Démographie
L'évolution du nombre d'habitants est connue à travers les recensements de la population effectués dans la commune depuis 1793. Pour les communes de moins de 10 000 habitants, une enquête de recensement portant sur toute la population est réalisée tous les cinq ans, les populations de référence des années intermédiaires étant quant à elles estimées par interpolation ou extrapolation. Pour la commune, le premier recensement exhaustif entrant dans le cadre du nouveau dispositif a été réalisé en 2004.

En 2022, la commune comptait 1 711 habitants, en évolution de −5,31 % par rapport à 2016 (Saône-et-Loire : −1,06 %, France hors Mayotte : +2,11 %).
| 1793  | 1800  | 1806  | 1821  | 1831  | 1836  | 1841  | 1846  | 1851  |
| ----- | ----- | ----- | ----- | ----- | ----- | ----- | ----- | ----- |
| 2 217 | 2 414 | 2 511 | 2 490 | 2 452 | 2 665 | 2 486 | 2 689 | 2 768 |

| 1856  | 1861  | 1866  | 1872  | 1876  | 1881  | 1886  | 1891  | 1896  |
| ----- | ----- | ----- | ----- | ----- | ----- | ----- | ----- | ----- |
| 2 757 | 2 755 | 2 740 | 2 638 | 2 790 | 2 834 | 2 783 | 2 639 | 2 578 |

| 1901  | 1906  | 1911  | 1921  | 1926  | 1931  | 1936  | 1946  | 1954  |
| ----- | ----- | ----- | ----- | ----- | ----- | ----- | ----- | ----- |
| 2 558 | 2 533 | 2 558 | 2 095 | 2 153 | 2 210 | 2 234 | 2 203 | 2 241 |

| 1962  | 1968  | 1975  | 1982  | 1990  | 1999  | 2004  | 2006  | 2009  |
| ----- | ----- | ----- | ----- | ----- | ----- | ----- | ----- | ----- |
| 2 281 | 2 403 | 2 611 | 2 543 | 2 261 | 1 999 | 1 933 | 1 879 | 1 911 |

| 2014  | 2019  | 2022  | - | - | - | - | - | - |
| ----- | ----- | ----- | - | - | - | - | - | - |
| 1 812 | 1 727 | 1 711 | - | - | - | - | - | - |

Si Marcigny ne compte que 1 911 habitants au dernier recensement, la commune dispose d'une unité urbaine d'environ 3 000 personnes en raison notamment de la faible superficie de la commune, ceinturée par des hameaux et lotissements de communes limitrophes (Baugy, Semur-en-Brionnais, Saint-Martin-du-Lac).

### Éducation

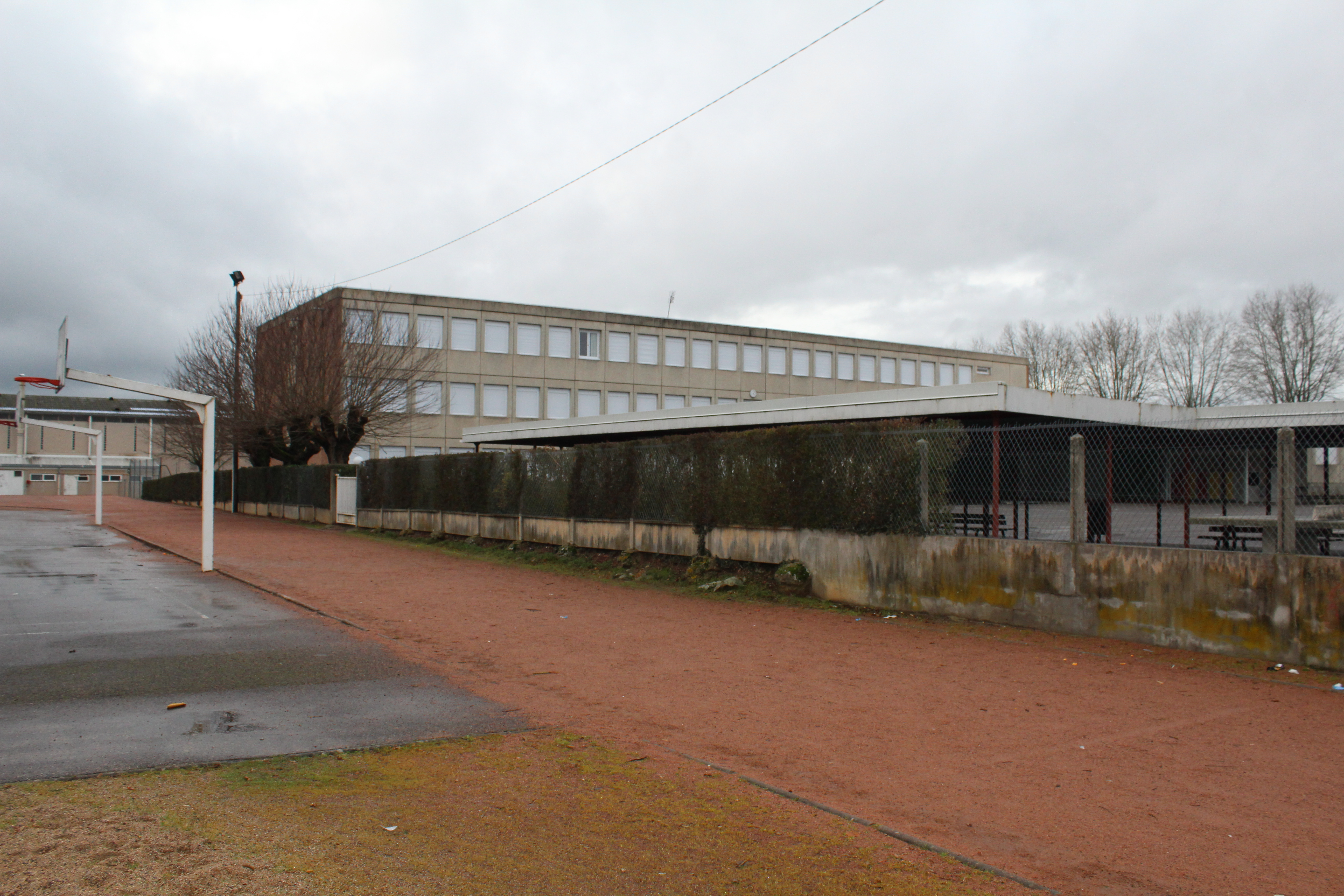
Collège Jean-Moulin.

Trois écoles sont situées sur le territoire communal, deux établissements sont publics. En effet, les élèves du niveau maternelle et élémentaire sont séparés.
L'école maternelle Les Prairies, située en face de la piscine municipale, comporte quatre classes (TPS, PS/MS, MS, GS). L'école élémentaire Lucie Aubrac, nommée en l'honneur d'une héroïne de la Résistance, a adopté ce nom fin 2012. Elle occupe une partie du couvent des Ursulines depuis 1792, époque durant laquelle les religieuses quittent le couvent et l'abbé Guillard y installe son école de garçons. Entre 1815 et 1820, l'abbé vend l'édifice à la municipalité qui en fait l'École primaire supérieure et agricole qui existera jusqu'en 1914 après être devenu l'école primaire des garçons qui deviendra mixte entre 1965 et 1970.
Le long de la rue des Abergeries, on trouve l'école privée Saint-Véraise qui fut fondée vers 1890. L'école a été nommée en l'honneur d'une sainte locale qui est représentée sur un des vitraux de l'église Saint-Nicolas. Tenue à ses débuts par des sœurs de la congrégation de l'Enfant Jésus du Puy, les institutrices civiles prennent le relais durant les années 1950 mais l'école reste un établissement catholique qui accueille aujourd'hui des élèves de la toute petite section au CM2.
Le collège est aussi nommé en l'honneur d'une figure de la Résistance, étant donné que l'établissement est le collège Jean-Moulin. Les élèves fréquentant l'établissement scolaire vivent dans les anciens cantons de Marcigny, de Semur-en-Brionnais (excepté les élèves de Fleury-la-Montagne, Ligny-en-Brionnais et Saint-Bonnet-de-Cray qui vont au collège Michel-Servet de Charlieu) ou viennent d'Avrilly, village de l'Allier. Après avoir terminé leur scolarité au collège, les élèves ont le choix de rejoindre entre le lycée Julien-Wittmer de Charolles et le lycée Camille-Claudel de Digoin. Ceux qui habitent près de Charlieu ont aussi le choix d'un troisième établissement : le lycée Jérémie-de-la-Rue situé dans la ville charliendine.

### Santé

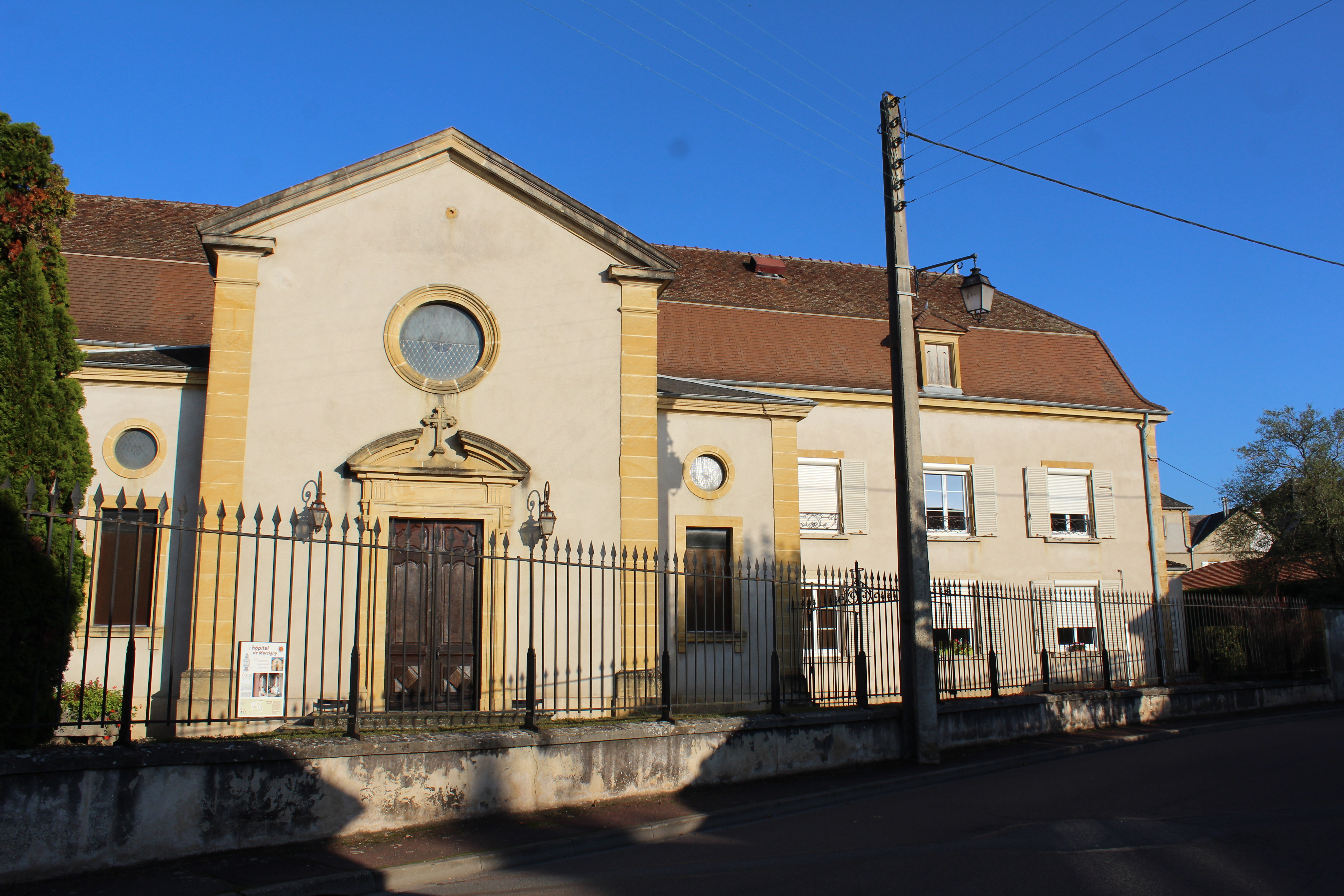
Hôpital avec la chapelle.

Marcigny possède un petit centre hospitalier faisant aussi office de maison de retraite situé entre la place Irène-Popard et la rue de la Gare. L'édifice fut construit en 1695 en tant qu'Hôtel-Dieu grâce à l'amende infligée en 1618 par les échevins aux héritiers de Georges Goutaudier, bourgeois de la ville. Il leur était reproché de ne pas avoir respecté les dernières volontés du bourgeois qui légua par testament une rente annuelle pour les Pauvres de Dieu. En 1621, deux Sœurs hospitalières de l'Hôtel-Dieu de Dijon s'y installent dans le but de prendre soin des malades. L'hôpital possède un édifice religieux, la chapelle Saint-Louis qui fut remaniée en 1861. Dans les années 1970, un nouveau bâtiment, le Val d'Arconce, est construit pour accueillir des lits de soins.
En plus de l'hôpital, on trouve d'autres professions dans le domaine de la santé dont quatre médecins généralistes regroupés au sein d'un groupe médical et trois cabinets d'infirmières. Quatre adresses de kinésithérapeutes existent dans la commune, deux lieux pour les cabinets dentaires et il y a deux podologues.
Enfin, trois pharmacies sont à disposition des Marcignots et des habitants des alentours et deux sociétés d'ambulances taxis sont implantées.

### Sport

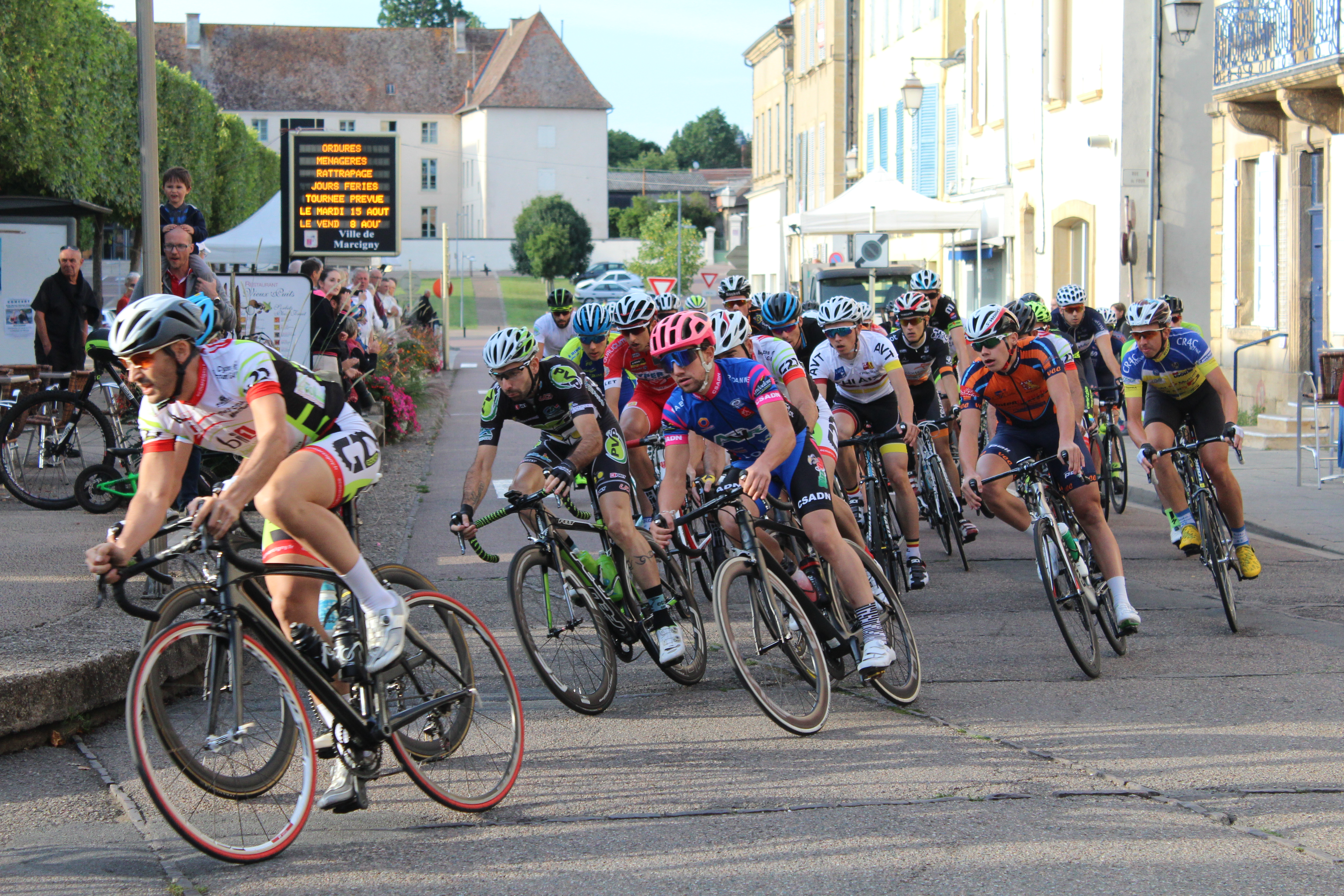
Édition 2017 du Critérium de Marcigny.

#### Associations sportives
La ville de Marcigny est très sportive avec ses clubs sportifs dans différentes disciplines sportives.
Pour le football, le club historique est l'Union sportive Marcigny football et fut créé en 1920. Il disparait en 2007, à la suite d'une entente du club avec l'US Semur-en-Brionnais, ce qui a donné naissance au Brionnais FC. Mais en 2012, le club fusionne avec l'AS Melay Iguerande pour donner le Sud Foot 71. Deux autres sports collectifs sont mis à l'honneur. Le Marcigny Basket Club réunit les basketteurs des environs tandis l'US Marcigny Volley-Ball fait de même avec les volleyeurs.
Deux sports de raquette sont représentés, l'US Tennis Marcigny propose la pratique du tennis et un autre club permet aux Marcignots de pratiquer le tennis de table. En plus de ces disciplines, deux clubs de boules sont présents sur la commune : l'Amicale Pétanque Marcigny et l'Union bouliste de Marcigny.
Les habitants de la ville peuvent s'adonner à d'autres sports individuels comme la natation avec l'US Marcigny Natation, le cyclisme avec l'Étoile cycliste de Marcigny né en 1978 qui organise chaque année le Critérium de Marcigny. En outre, un club de canoë-kayak propose à ses licenciés de naviguer sur la Loire et l'US Marcigny Athlétisme permet de d'évoluer dans différentes disciplines sportives.
L'association Tai Chi en Brionnais dispense des cours de Tai Chi Chuan et de Qi Gong dans la commune et à La Clayette. Enfin, l’académie d’aïkido de Marcigny donne des cours d'aïkido.

#### Infrastructures sportives

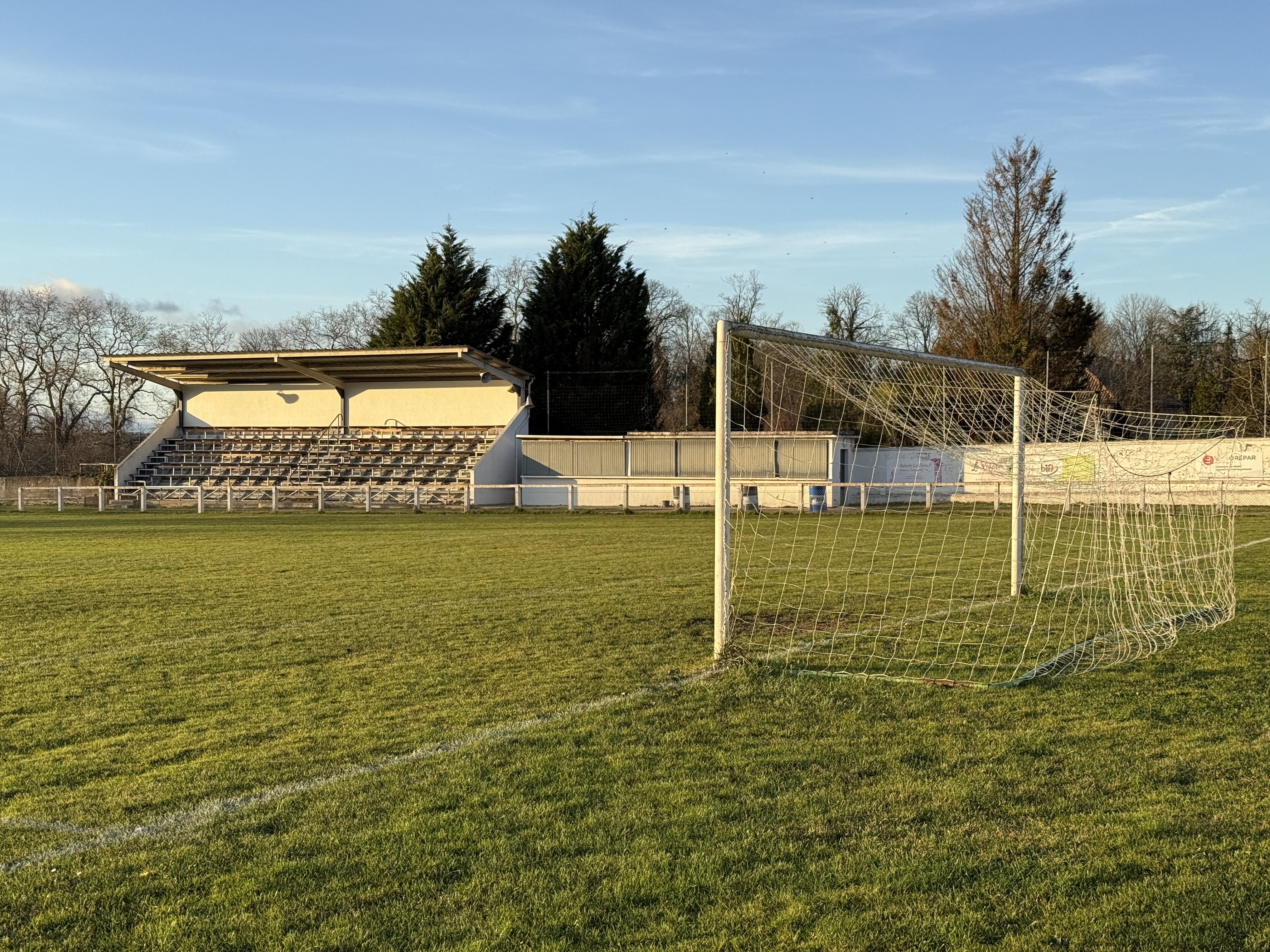
Stade municipal.

Afin d'accueillir toutes ces associations, la municipalité dispose de quelques infrastructures. En premier lieu, un gymnase est installé près du collège qui l'utilise aussi pour les cours d'EPS. Près de cette installation se trouve trois courts de tennis ainsi que la piscine municipale.
Le long de la route de Borchamp se trouve le stade municipal de football et vers l'ancienne gare, on peut voir un terrain multisport dit city-stade.

### Médias locaux
Le Journal de Saône-et-Loire paraît tous les jours dans le Brionnais sous l'édition locale Charolais-Brionnais. Il n'est pas le seul quotidien local puisque la version ligérienne du Progrès, La Tribune est distribuée à Marcigny étant donné sa proximité avec le département. L'édition proposée est celle de Roanne.
Pour les autres médias, BrionnaisTV est La Télévision local du Brionnais comptant aussi Marcigny. Chaque jour est proposé un nouveau magazine sur le Brionnais. De plus chaque artisan, auto-entreprise, enseignes peuvent bénéficier de publicité ou service commerciale concurrençant tous média. France 3 Bourgogne est la décrochage local de France 3 qui propose chaque soir un journal télévisé traitant des faits de la région. France Bleu Bourgogne, la station locale de France Bleu est émise dans la région.

## Économie et emploi
Les données suivantes datent du 31 décembre 2014.
Établissements actifs par secteur d'activité
|                                                              | Total | %     | 0 salarié | 1 à 9 salarié(s) | 10 à 19 salariés | 20 à 49 salariés | 50 salariés ou + |
| ------------------------------------------------------------ | ----- | ----- | --------- | ---------------- | ---------------- | ---------------- | ---------------- |
| Ensemble                                                     | 254   | 100,0 | 155       | 78               | 11               | 8                | 2                |
| Agriculture, sylviculture et pêche                           | 6     | 2,4   | 4         | 1                | 0                | 1                | 0                |
| Industrie                                                    | 21    | 8,3   | 9         | 5                | 4                | 2                | 1                |
| Construction                                                 | 13    | 5,1   | 6         | 7                | 0                | 0                | 0                |
| Commerce, transport, service divers                          | 165   | 65,0  | 105       | 55               | 4                | 1                | 0                |
| dont commerce et réparation automobile                       | 59    | 23,2  | 34        | 22               | 2                | 1                | 0                |
| Administration publique, enseignement, santé, action sociale | 49    | 19,3  | 31        | 10               | 3                | 4                | 1                |

Postes salariés par secteur d'activité
|                                                              | Total | %     | 1 à 9 salarié(s) | 10 à 19 salariés | 20 à 49 salariés | 50 à 99 salariés | 100 salariés ou plus |
| ------------------------------------------------------------ | ----- | ----- | ---------------- | ---------------- | ---------------- | ---------------- | -------------------- |
| Ensemble                                                     | 927   | 100,0 | 258              | 153              | 295              | 77               | 144                  |
| Agriculture, sylviculture et pêche                           | 29    | 3,1   | 3                | 0                | 26               | 0                | 0                    |
| Industrie                                                    | 315   | 34,0  | 19               | 61               | 91               | 0                | 144                  |
| Construction                                                 | 22    | 2,4   | 22               | 0                | 0                | 0                | 0                    |
| Commerce, transport, service divers                          | 271   | 29,2  | 169              | 61               | 41               | 0                | 0                    |
| dont commerce et réparation automobile                       | 160   | 17,3  | 88               | 31               | 41               | 0                | 0                    |
| Administration publique, enseignement, santé, action sociale | 290   | 31,3  | 45               | 31               | 137              | 77               | 0                    |

Grandes entreprises
Dans Marcigny, on trouve quelques grandes entreprises dont Émile Henry. Cette compagnie, spécialisée dans les céramiques, a un chiffre d'affaires de 15 M€. La deuxième entreprise par le chiffre d'affaires est Bonin Bernard. Cette dernière est spécialisée dans le commerce de détail de chaussures, fut créée en septembre 1987 et a en 2016 un chiffre d'affaires de 13 M€.
L'entreprise Manhattan expédie des enseignes lumineuses à travers la France et a un chiffre d'affaires de 12 M€. De plus, on peut citer l'entreprise André Perrier qui se trouve dans le domaine de la cuisine professionnelle et qui eut un chiffre d'affaires de 11 M€ en 2015. Pour terminer, on peut mentionner Marcigny Motoculture qui a un chiffre d'affaires de 5 M€ ainsi que Soufferant Viandes qui a un chiffre d'affaires de 4 M€.

## Culture et patrimoine

### Lieux et monuments

#### Patrimoine civil

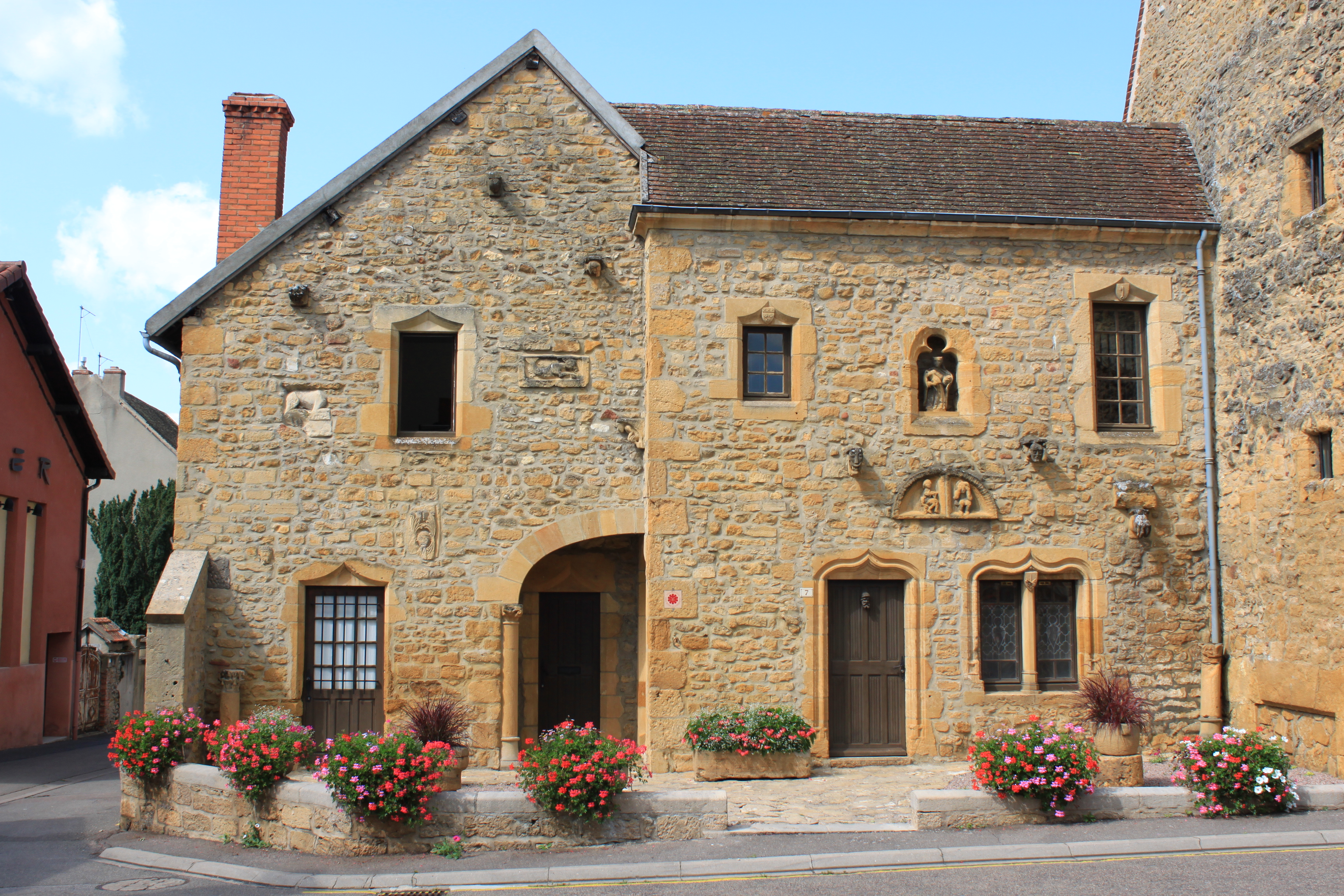
Maison mitoyenne de la Tour.

La Tour du Moulin, haute de 28 m (13 m sous toit, 12 m de flèche), est dans un état de conservation remarquable. Cet édifice fortifié fut édifié entre 1410 et 1420, il a été classé monument historique le 2 décembre 1909. La tour abrite un important musée municipal. Parmi ses collections, sont conservés, entre autres, de nombreux vestiges du prieuré : chapiteaux, colonnes mais également des faïences et majoliques datant XIVe au XIXe siècle.
La maison mitoyenne de la tour du Moulin qui date du XIIe siècle possède un décor de sculptures, elle a été inscrite monument historique le 17 avril 1931.
Dans l'apothicairerie de l'hôpital de Marcigny qui date du XVIIIe siècle, on trouve des papiers peints du XIXe siècle qui font de ce musée un lieu où sont mêlés arts décoratifs, beaux-arts et histoire locale.

Le centre historique de la ville présente un bel ensemble maisons de bois ou de maisons à colombages construites durant les XVe et XVIe siècles. Une d'entre elles accueille l'Office du tourisme. Dans l'impasse de la Boucherie, trois maisons en bois sont mitoyennes. Celle située le long de la rue du Général-de-Gaulle, la mieux conservée des trois, a été inscrite monument historique le 17 avril 1931.

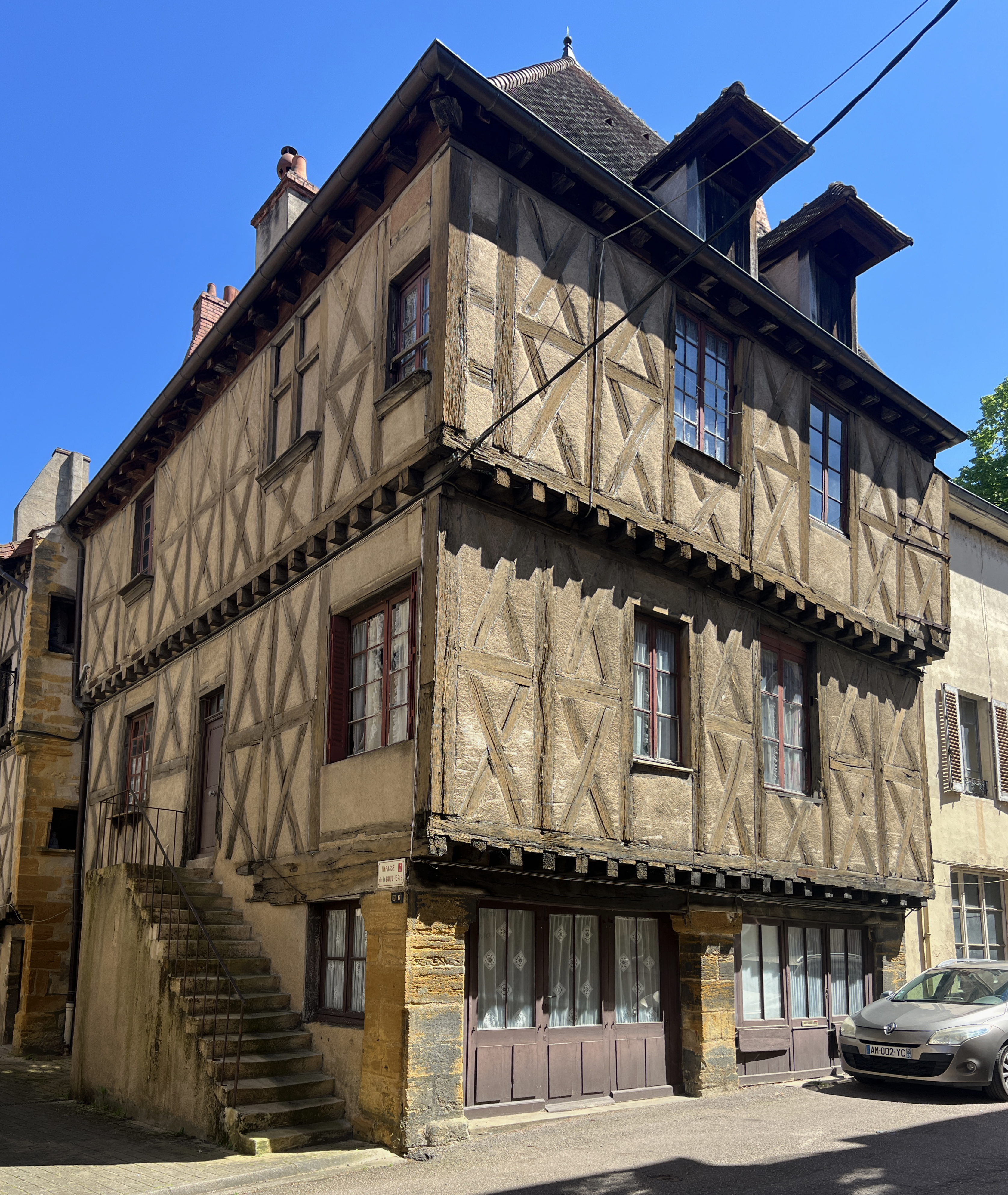
Maison de bois.
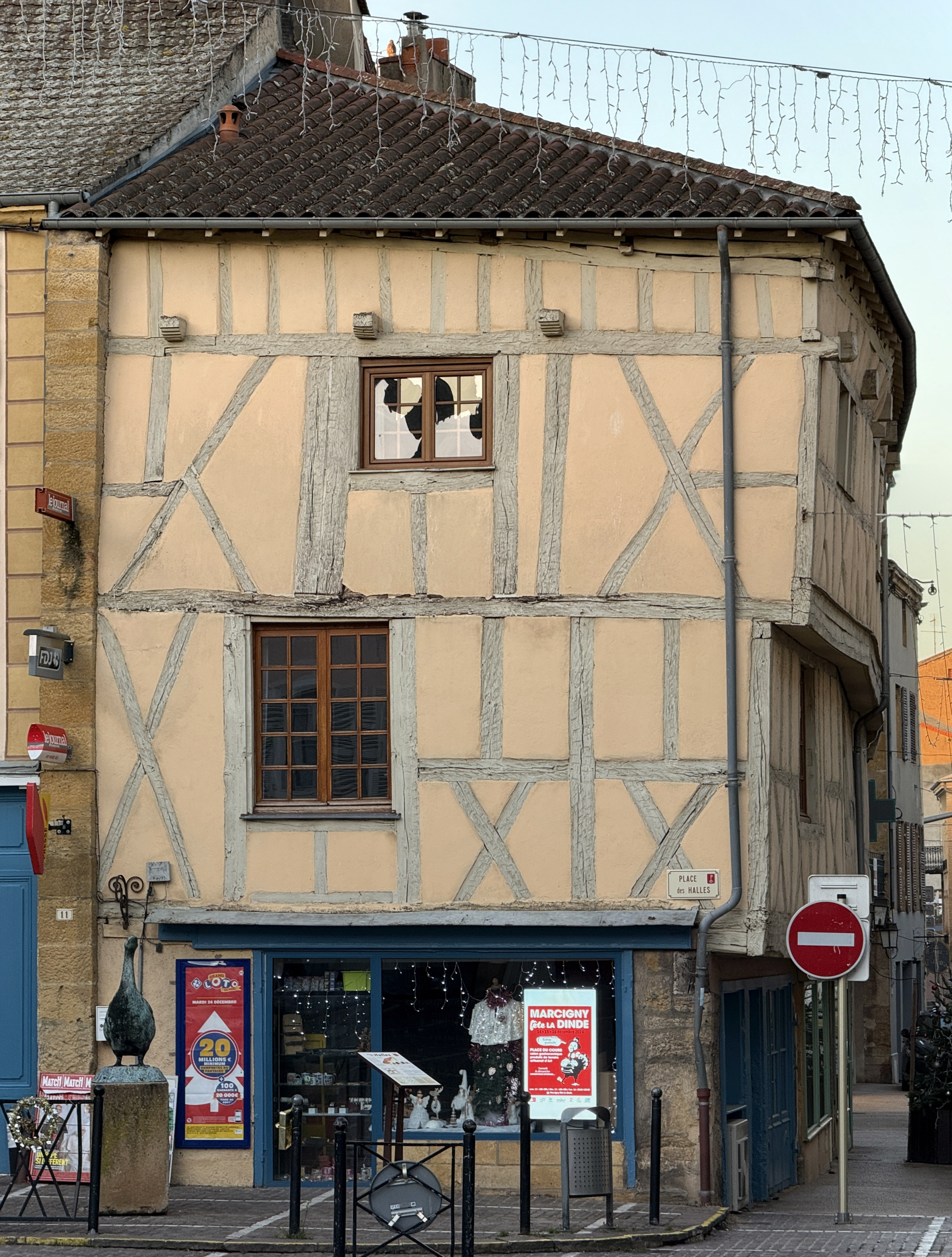
Maison à encorbellement.
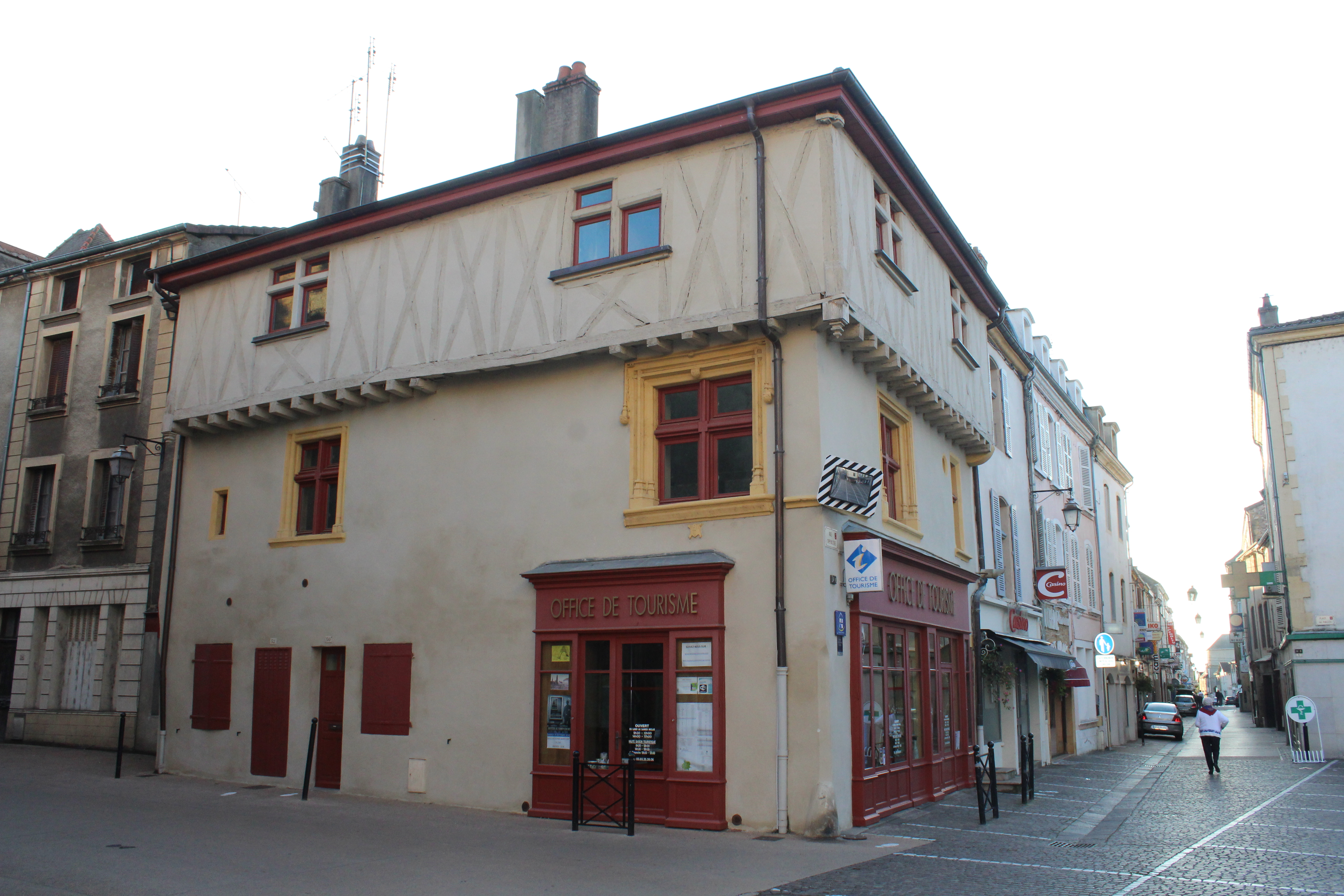
Office de tourisme.
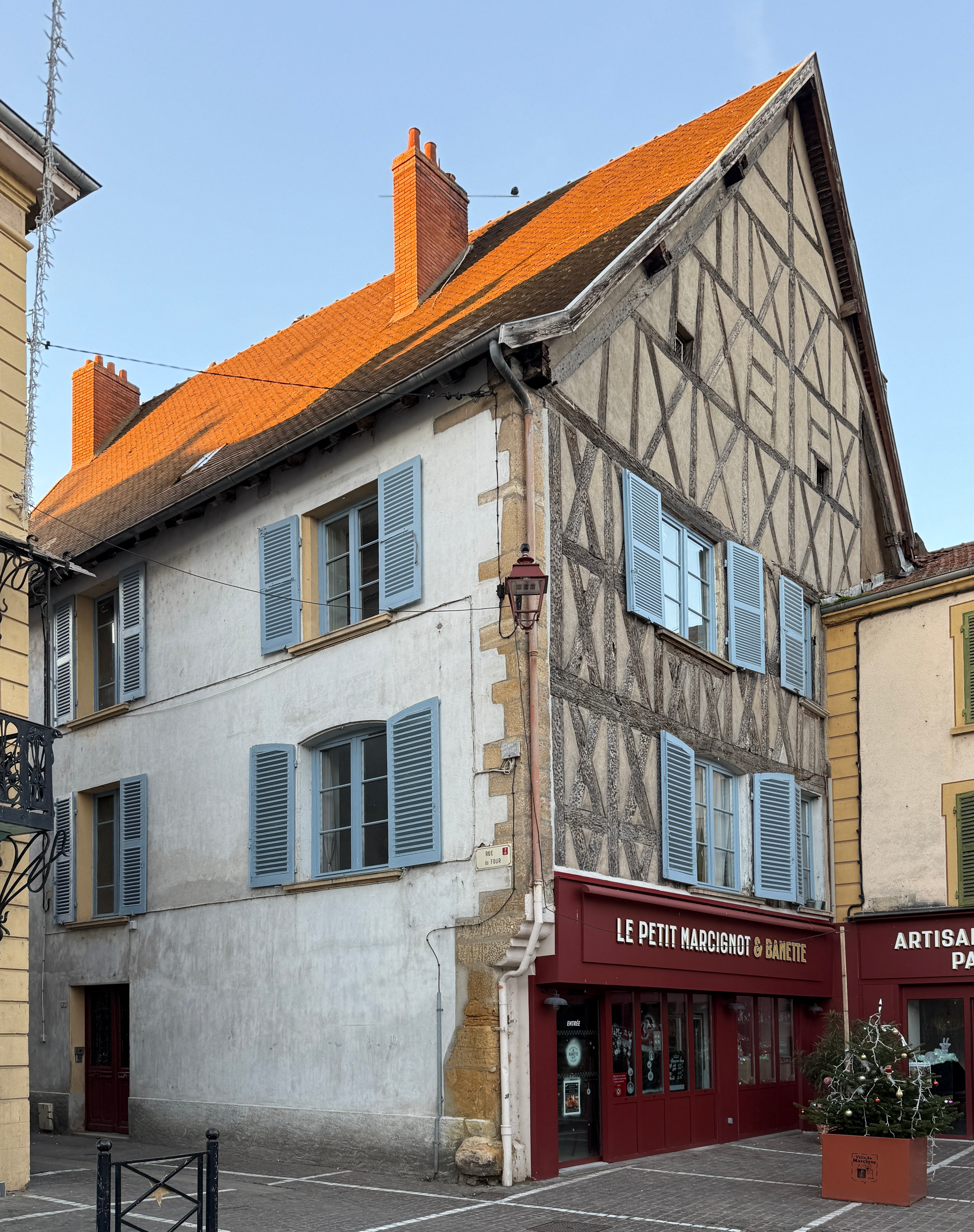
Maison Grégaine.
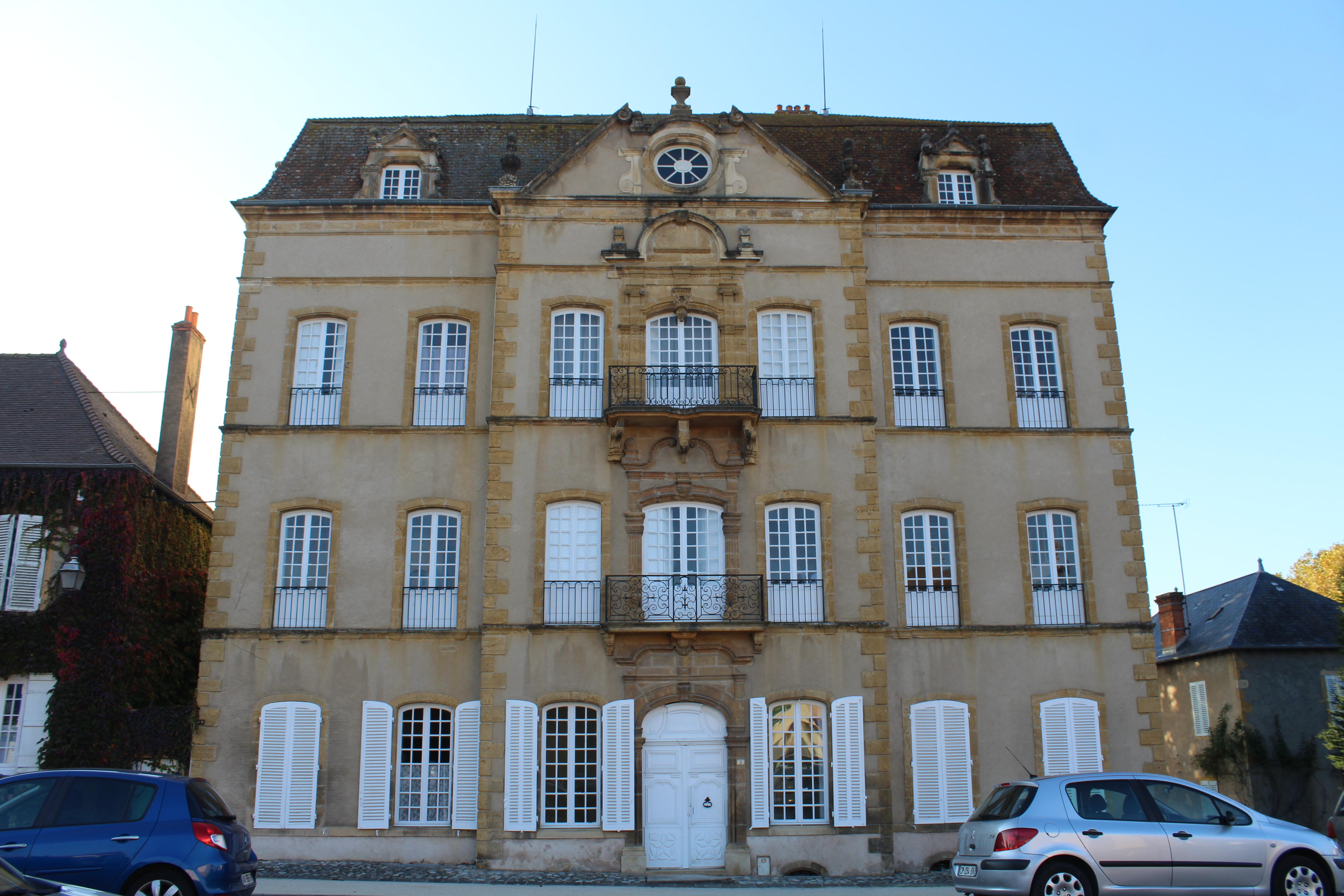
Maison Cudel de Montcolon
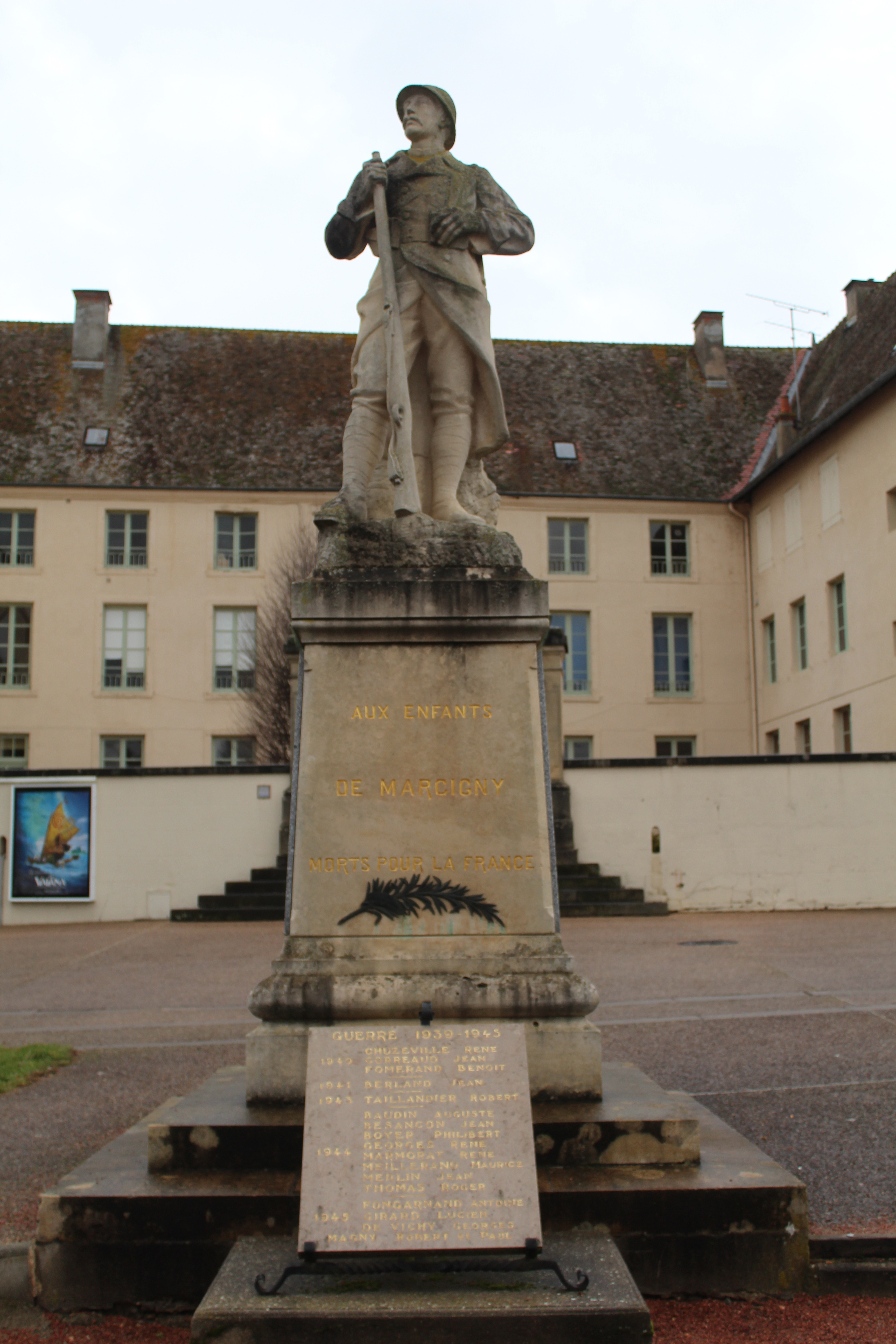
Monument aux morts.

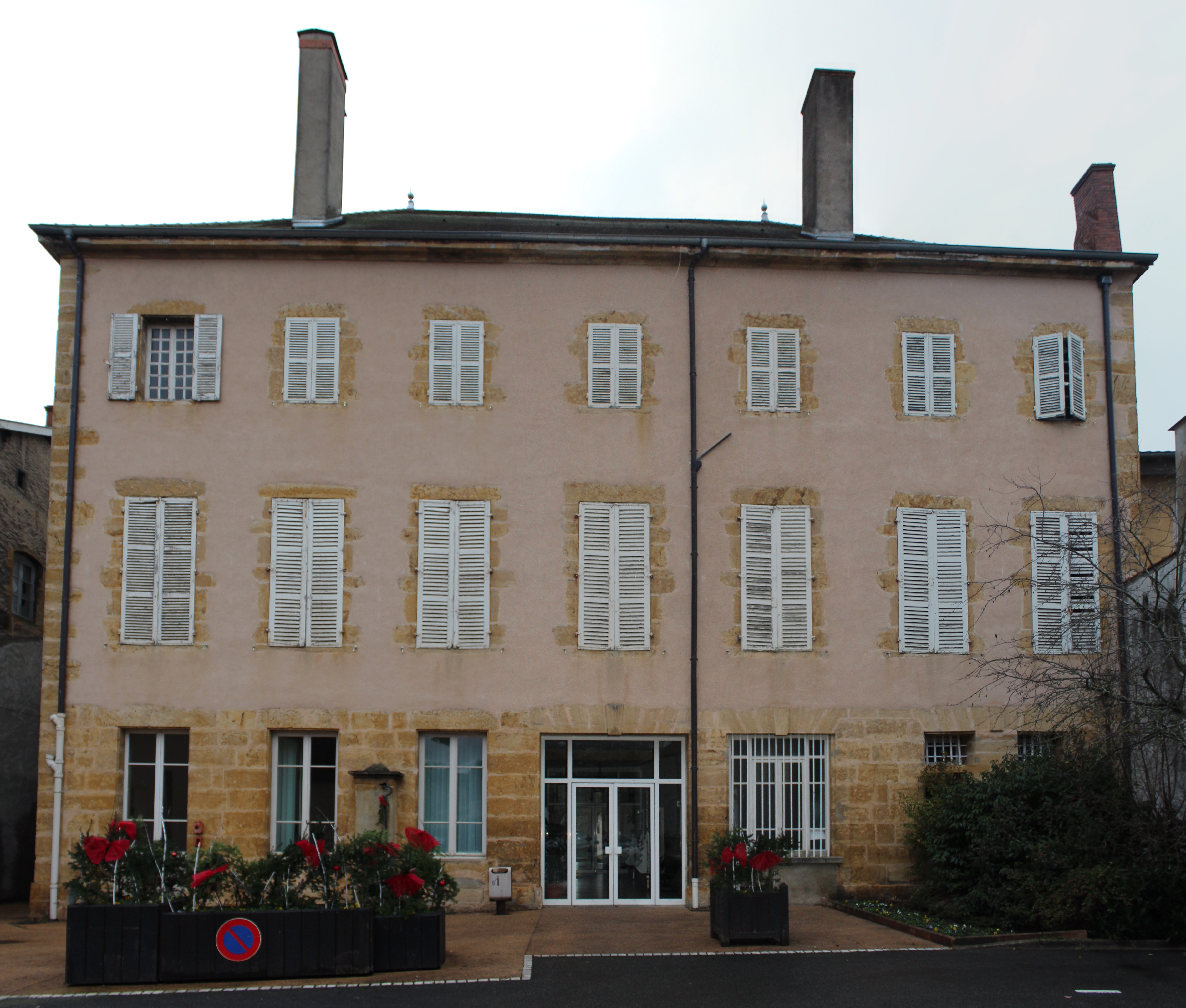
Hôtel de ville.

L'hôtel de Ville, édifice de la fin du XVIIIe siècle, œuvre de l'architecte Edme Verniquet, possède un décor de ferronnerie. Propriété de la famille Jacquet de Chalonnay à sa construction vers 1777, la veuve du propriétaire vendit la demeure à la municipalité en 1827 qui y installa ses services dont la gendarmerie et le Justice de paix. Le bâtiment en partie, l'escalier avec sa rampe en fer forgé et le décor du salon au premier étage ont été inscrits monument historique par arrêté du 21 septembre 1981.
La maison Cudel de Montcolon du XVIIIe siècle a été partiellement inscrite monument historique le 5 janvier 1955. Construite pour la famille éponyme en 1735, l'édifice servit de prison sous la Révolution après que la famille a émigré.
En face du couvent des Ursulines se trouve un monument en l'honneur des soldats de la ville tombés au combat pour leur patrie.
La gare de Marcigny créée en 1882 par la Compagnie des chemins de fer de Paris à Lyon et à la Méditerranée.

#### Patrimoine religieux
Le prieuré de la Sainte-Trinité de Marcigny-lès-Nonnains a été un ensemble important dans l'histoire de la ville. Il ne reste plus que quelques bâtiments. En premier lieu, l'église Saint-Nicolas édifiée vers 1130 et agrandie vers 1378, cette église était l'une des deux églises du prieuré, destinés aux moines, elle est devenue église paroissiale en 1620. Ses nefs latérales ont été édifiées vers 1820. Sa façade a été inscrite monument historique le 29 octobre 1926 ; toutefois les sculptures du tympan central du porche sont seules d'époque romane ; celles du tympan droit ont été ajoutées lors de l'extension des années 1820.
Le couvent des Ursulines fondé en 1643 pour dispenser une éducation aux jeunes filles de la ville abrite aujourd'hui l'école primaire et le cinéma est situé dans l'ancienne chapelle du couvent. Cette chapelle garde des peintures religieuses très bien conservées du XVIIe siècle. Enfin, le dernier bâtiment restant de ce prieuré est l'hôtel de la prieure, daté de 1777 (construit d'après des plans de l'architecte Edme Verniquet), est la dernière construction du prieuré avant son démantèlement à la révolution, et est l'œuvre de Edme Verniquet, architecte des jardins du roi Louis XVI. L'hôtel de la prieure présente la particularité d'avoir été construit sur le narthex de l'église priorale du XIe siècle.

Un autre couvent était présent à Marcigny, le couvent des Récollets dont une grande partie des bâtiments a été démolie. Fondé en 1620 par Claude Grégaine, plus connu sous le nom de Père Chérubin qui bâtit 28 couvents en France, il fut fermé en 1787 alors qu'il restait que trois religieux. Par la suite, Benoît Guillard y installa un collège et en devient le principal. Le 1er février 1791, la municipalité achète les locaux afin d'y installer la mairie et un marché du blé. Ce qui reste du couvent a été aménagé en chambre d'hôtes et est situé entre la place du Champ-de-Foire et la petite rue de la Gare.

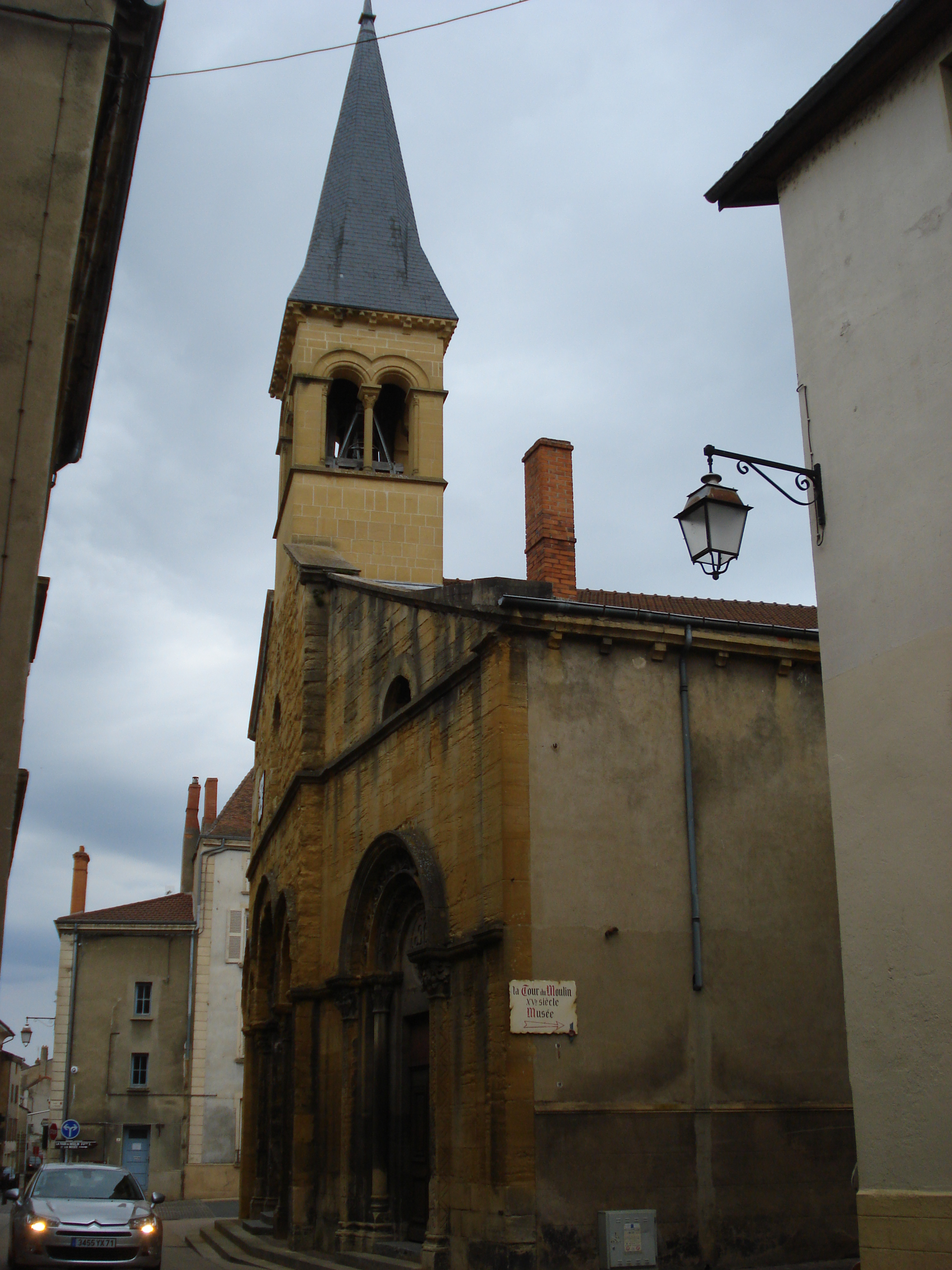
Église Saint-Nicolas.
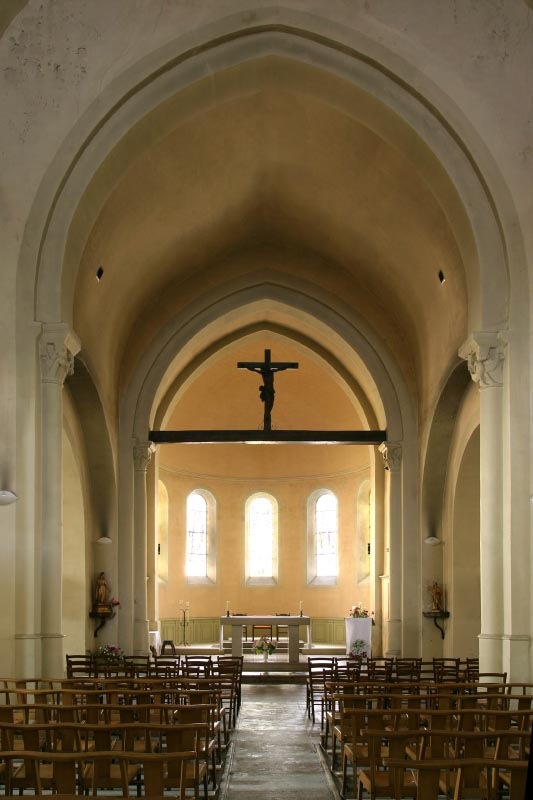
Intérieur de l'église.
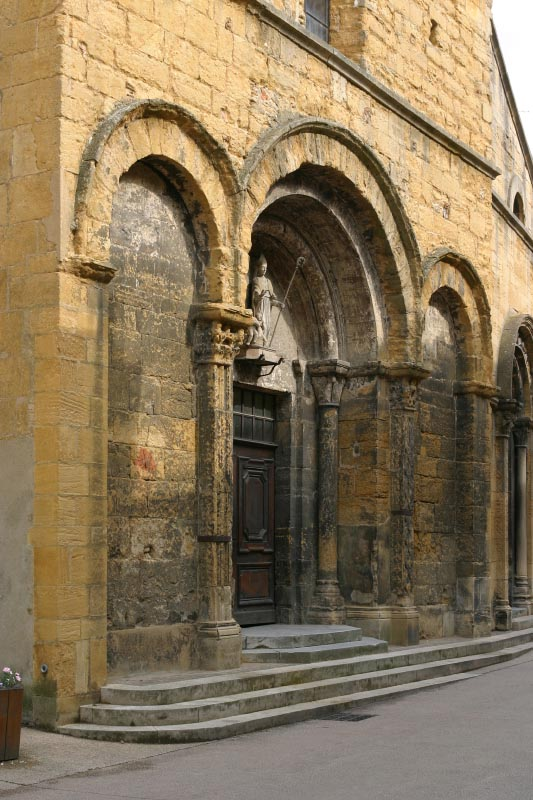
Façade ouest de l'église.
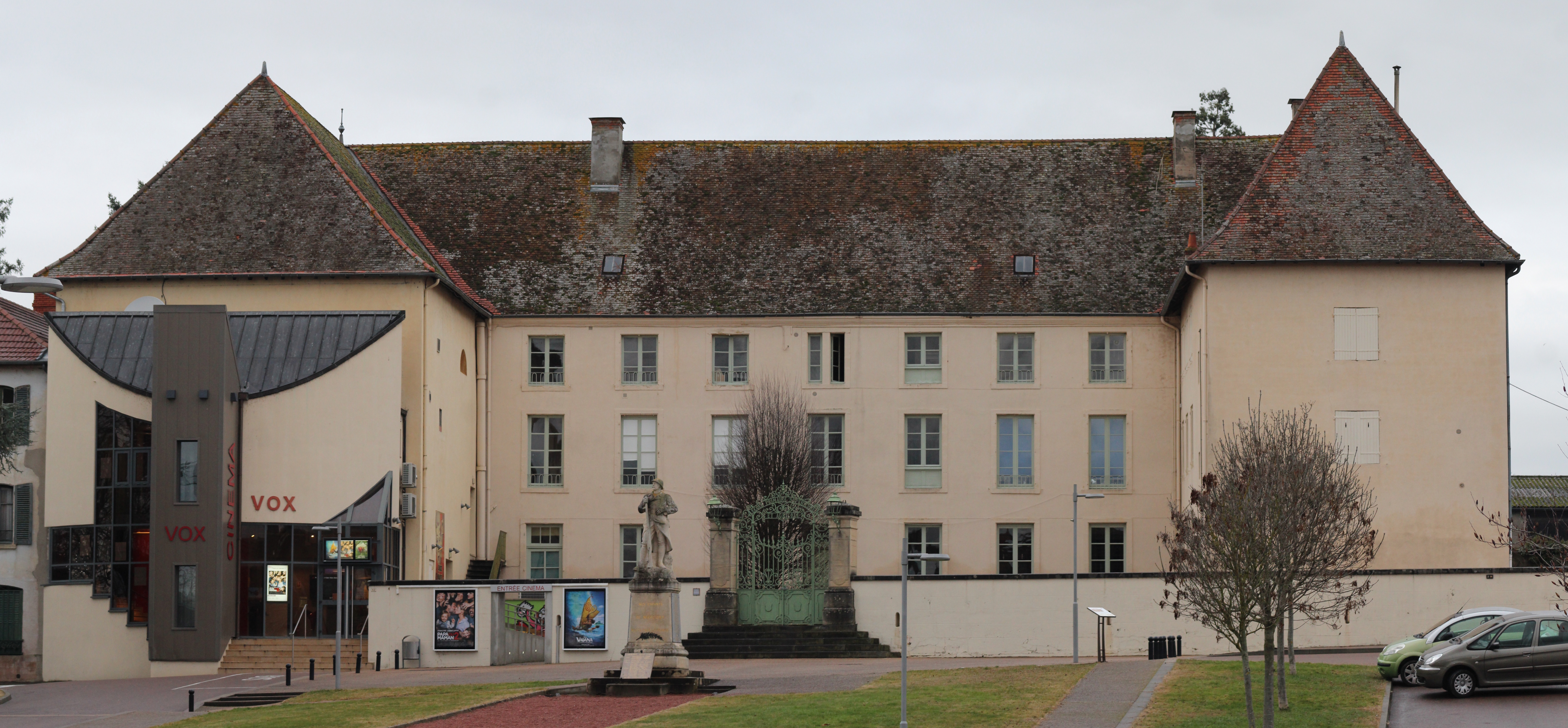
Couvent des Ursulines.
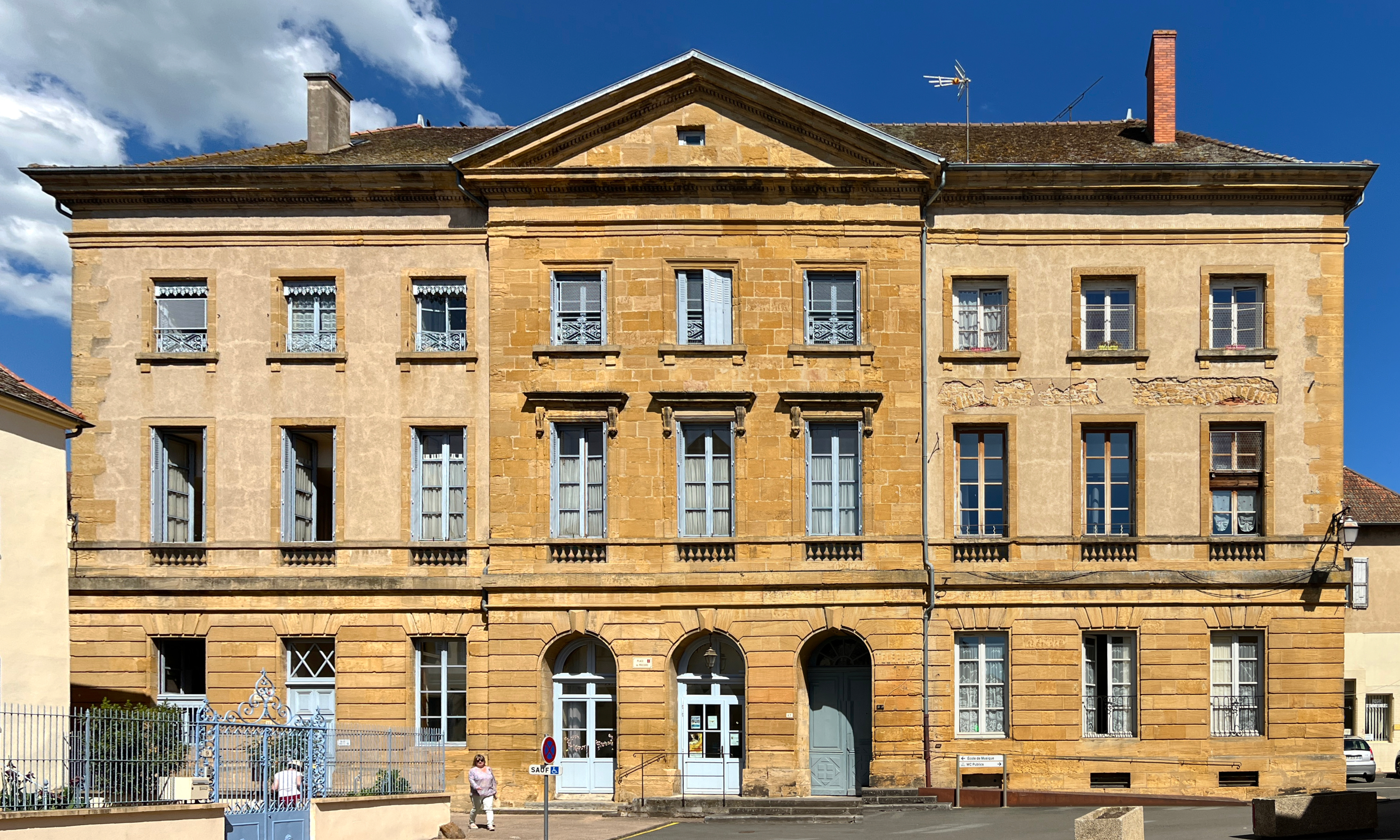
Hôtel de la Prieure.
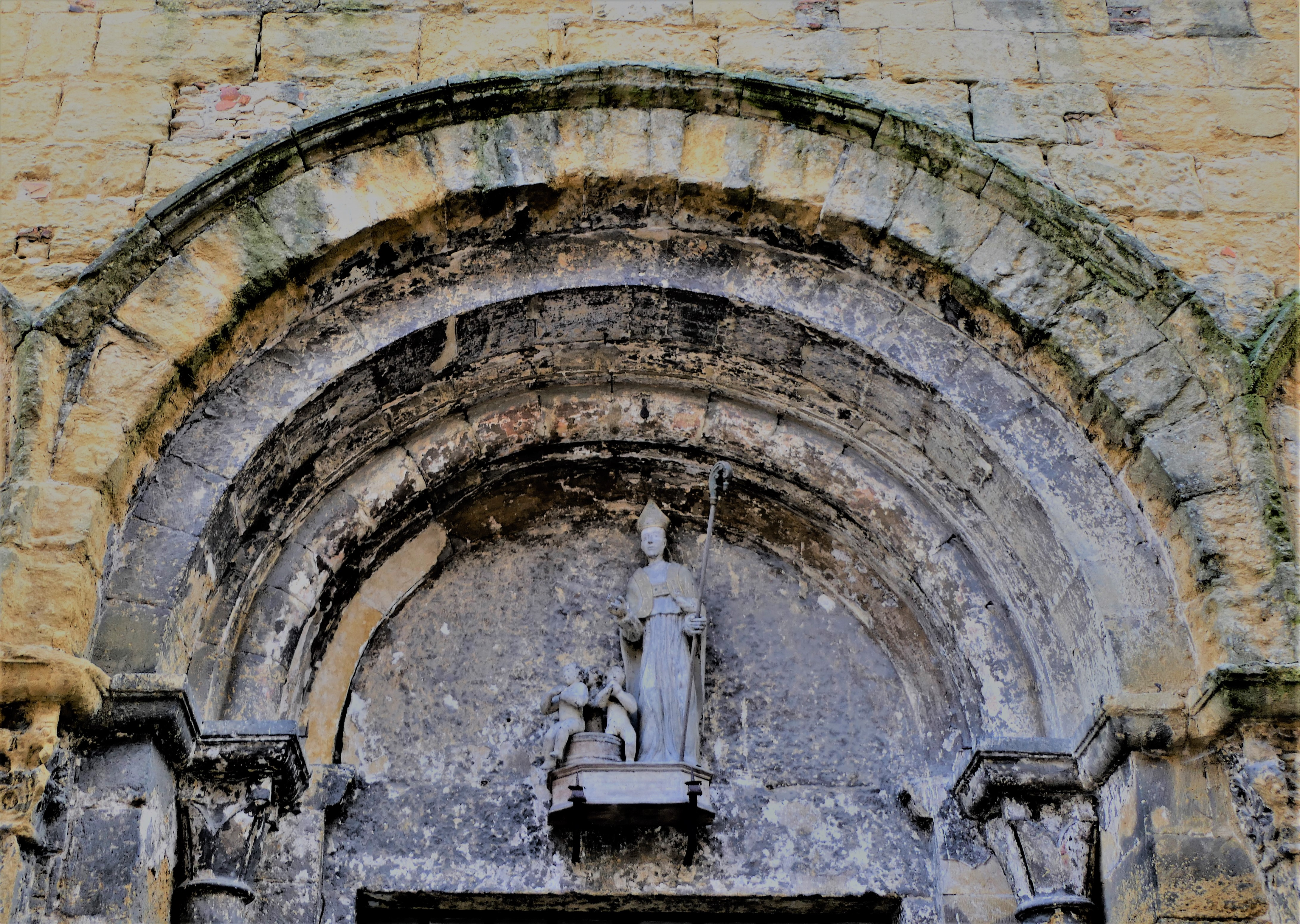
Tympan représentant saint Nicolas.
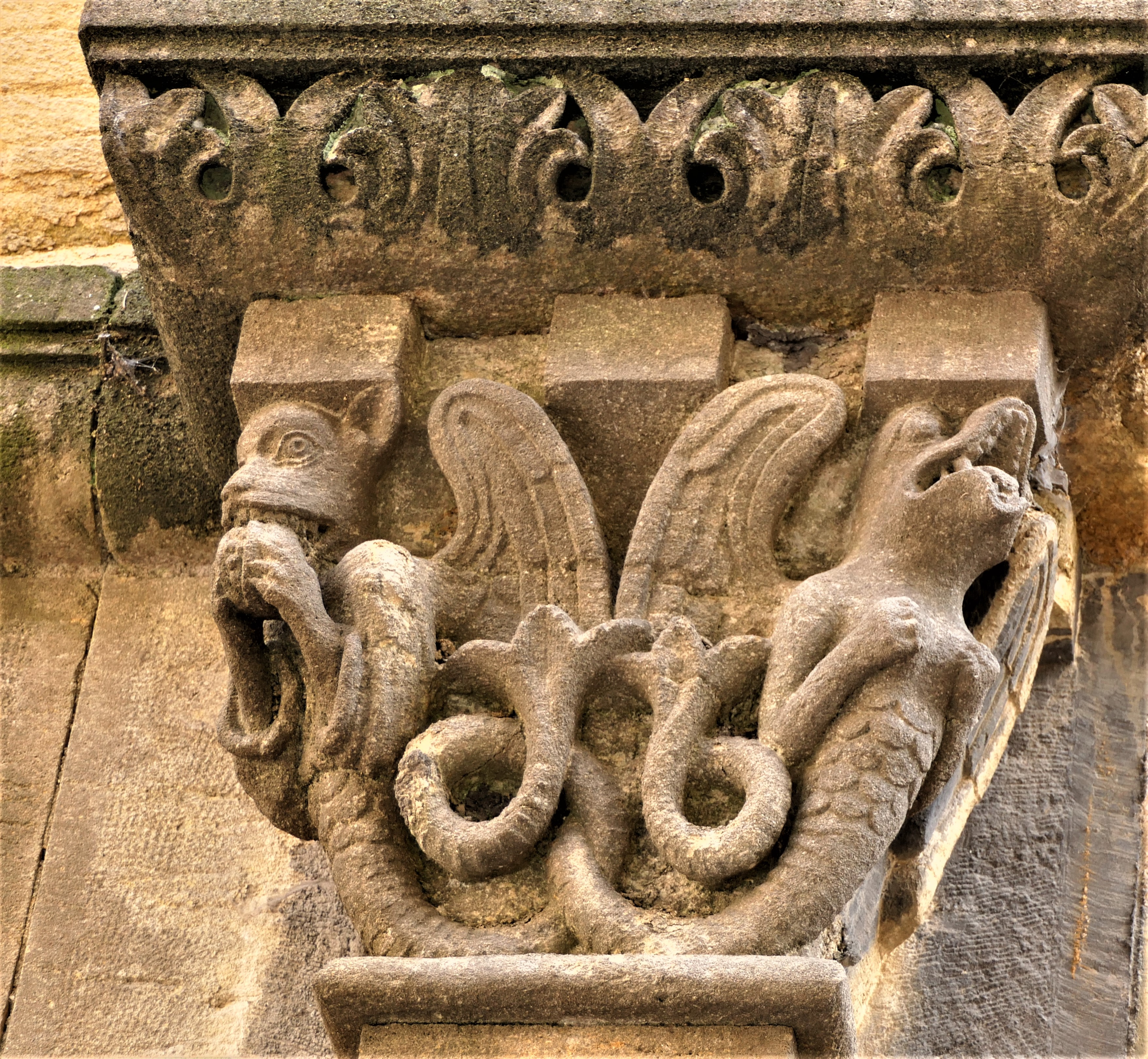
Portail de l'église, chapiteau.

#### Musées

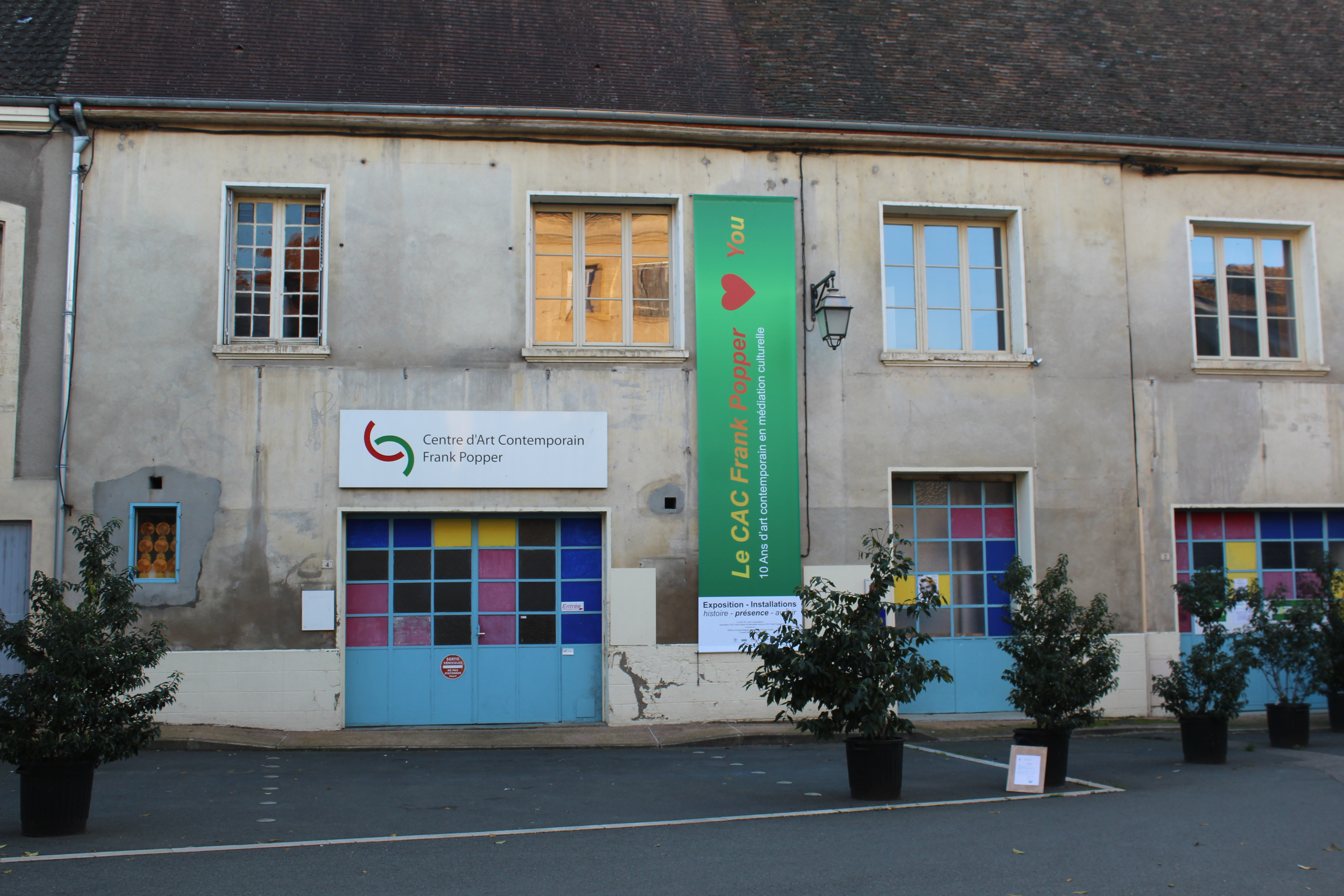
Centre d'Art contemporain Franck-Popper.

Ville d'art et d'histoire, Marcigny accueille sur son territoire quelques musées et lieux d'exposition.
Le parc Georges-Poncet est souvent le lieu d'expositions temporaires de sculptures mais d'autres expositions sont permanentes.
Le musée de la Tour du Moulin est le musée municipal de Marcigny, il est géré par l'Association des Amis des Arts de Marcigny et la Région. Créé en 1913 par Jean-Baptiste Derost et François Ginet-Donati, ses collections d'arts décoratifs, de beaux arts, d'archéologie préhistorique et gallo-romaine, d'histoire naturelle sont exposées dans une tour du XVe siècle, dernier vestige de l'enceinte défensive du prieuré des Dames de Marcigny. Le musée est labellisé musée de France, le bâtiment est protégé au titre des Monuments historiques.
Le musée de la voiture à cheval qui présente dans un espace de 1 000 m2, une collection de 60 voitures à cheval restaurées du XIXe siècle dont une calèche ayant transporté le tsar Nicolas II, une berline ayant appartenu à la comtesse de Ségur, une troïka…
Le centre d'art contemporain Frank-Popper qui a pour vocation première de donner l’accès à l'art moderne et contemporain en milieu rural. Ce centre d'art est situé dans des anciens bâtiments des moines du prieuré clunisien (Une partie du prieuré, le grand cellier et les appartements du prieur). Le site garde de nombreux vestiges dont les restes de la fondation probable d'une église du VIIIe siècle (base colonne), un ancien bras de ruisseau « merdasson de la ville » (VIIIe siècle) avec la base d'une ancienne tour du château fort (1415), des fenêtres géminées du XVe siècle et un plafond peint à la française datant du XVIIe siècle qui est en cours de restauration. Le bâtiment se visite régulièrement lors des journées du patrimoine.
La maison d'Art Bourgogne du Sud présente des expositions alternantes de peintures et de sculptures d'orientation figurative.

### Patrimoine environnemental

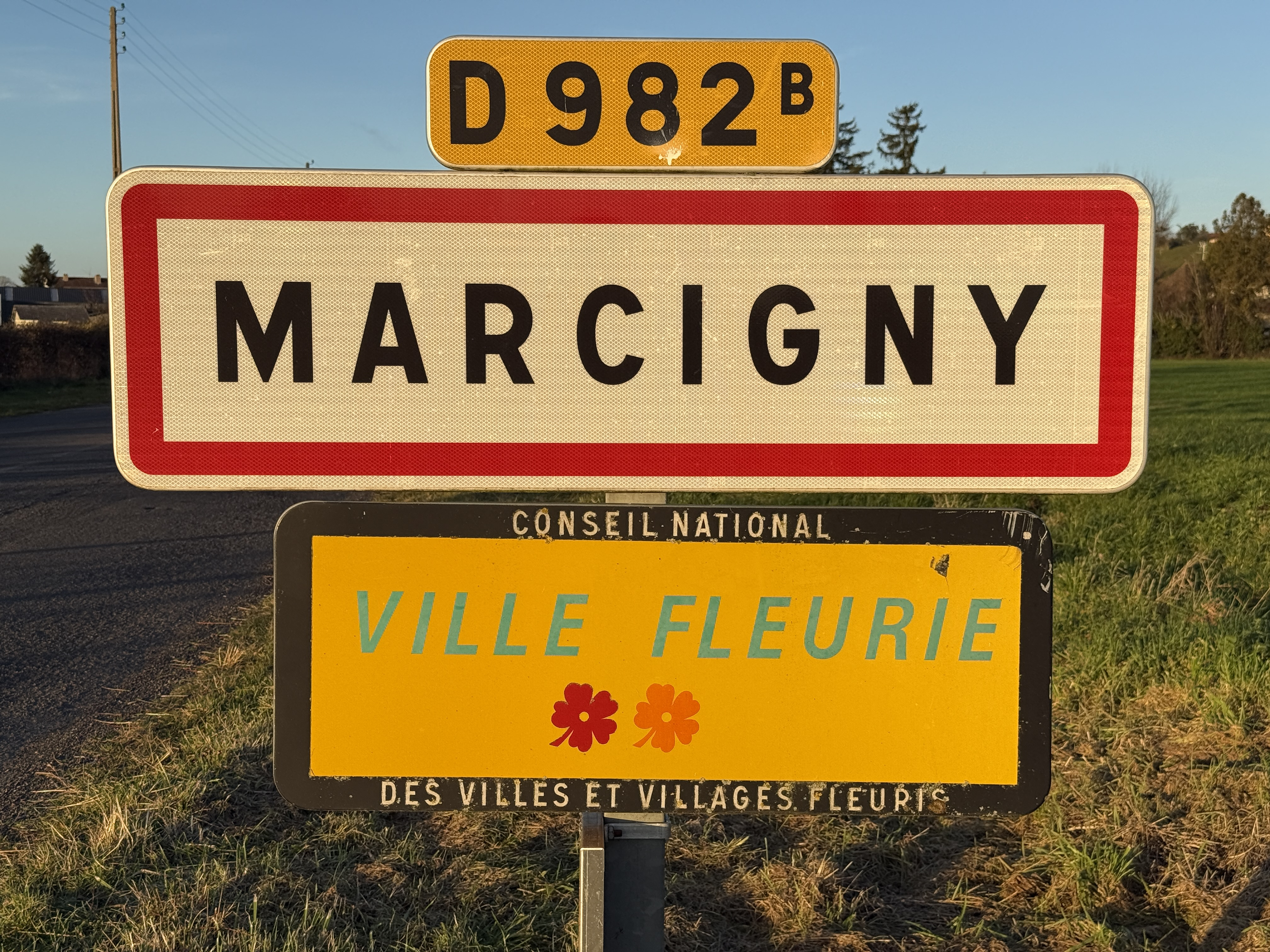
Panneau avec les deux fleurs.

Marcigny est une ville fleurie avec deux fleurs. La commune possède en son centre un parc nommé en l'honneur de Georges Poncet, ancien maire. Cependant, il n'est pas le seul coin de nature puisque l'ouest du territoire est occupée par la plaine avec la Loire. L'Est de la ville est aussi peu altéré par l'occupation humaine, le relief important empêche la construction de bâtiments.

### Blasonnement
| Armes de Marcigny | La commune de Marcigny porte : De gueules à une clef d'argent en pal. |

La clef montre les liens historiques de Marcigny avec l'abbaye de Cluny.

### Personnalités liées à la commune
- Dalmace Ier de Semur (? - 1048), seigneur de Semur-en-Brionnais, père de saint Hugues, abbé de Cluny.
- Hugues de Cluny (1024-1109), sixième abbé de Cluny.
- André Du Ryer (1580-1660), orientaliste, 1er traducteur du Coran.
- Louis François Perrin de Précy (1742-1820), militaire.
- Hugues François Verchère de Reffye (1752-1793), homme politique, député du tiers état aux états généraux de 1789.
- Philibert Fressinet (1769-1821), militaire - général.
- Joseph Berchoux (1760-1839), poète et gastronome.
- Pierre Batilliat (1788-1851), pharmacien, chimiste
- Jacques Édouard Reverchon (1802-1854), homme politique, député de Saône-et-Loire de 1848 à 1849.
- Yvette Prost (1874-1949), écrivaine née à Marcigny
- Irène Popard (1884-1950), enseignante d'expression corporelle.
- Jean Acédo (1964-), ancien joueur et entraîneur de football.

### Manifestations culturelles et festivités

#### Festivals
- La Rencontre cinéma de Marcigny existe depuis 1971 et se déroule au cinéma Vox de Marcigny par l'association Marcynéma.
- La Biennale internationale de sculpture monumentale, créé en 2000 par l'association Regard sur l'Art.

#### Événements
Tous les lundis sur les places du Cours, du Reverchon et des Halles se déroule le marché du village depuis 1266 où se vendent produits alimentaires, animaux et autres produits.
Tous les ans sur la place du Cours durant le week-end de Pâques, les forains s'installent sur les places du Cours et Reverchon à l'occasion de la fête foraine.
À la mi-décembre, la foire gastronomique aux dindes créée en 1989 est l'occasion de mettre en valeur ce produit phare ainsi que de nombreux produits de qualité locaux et régionaux.

## Pour approfondir